# 韓国のバス

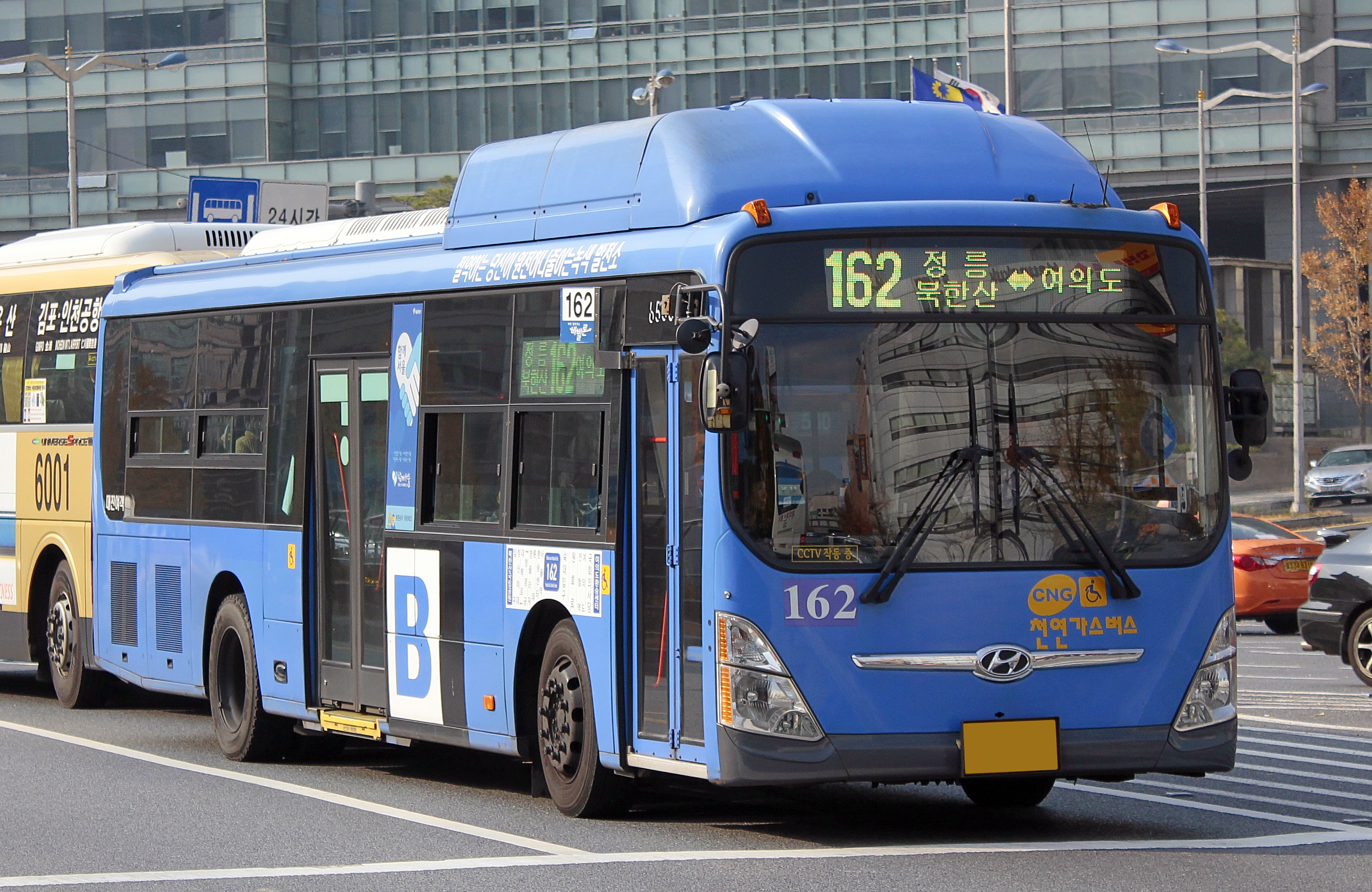
ソウル市内の一般路線バスの例

韓国のバス（かんこくのバス）は、大韓民国のバス事情について述べる。

## 現況

### 路線バスの運行形態
韓国の路線バスは大別して、高速バス、市外バス、市内バスの3種類に分けられており、それぞれ認可する官署が異なっている（高速バスは国、市外バスは道、市内バスは市（広域市・特別市を含む）、郡内バス・農漁村バスは郡である）。車両については高速バス・市外バスは基本的にリクライニングの座席が並ぶタイプであり、市内バスは通勤型と座席型の両方がある。冷暖房は基本的に備わっているが、地方の市内バスでは一部非冷房車もまだ存在する。
国土が狭い土地柄、市同士を結ぶ高速バス、市外バスはほぼ全ての市に向かう便があるため、網の目状に結ばれているが、市と郡を結ぶ市外バスはソウル特別市と、かつてはその道に属していた広域市と、道の中心都市を結ぶ便しかない。
なお、ソウル特別市とその外郭地域では、2004年7月に大規模な運行システムの変更が行われた。その後、2006年12月には光州広域市でも似たような新しいシステムが導入されている（後述）。
2011年下半期から路線バスを運転する際には第一種大型免許だけではなく、バス運転資格が必要になる。

#### 高速バス

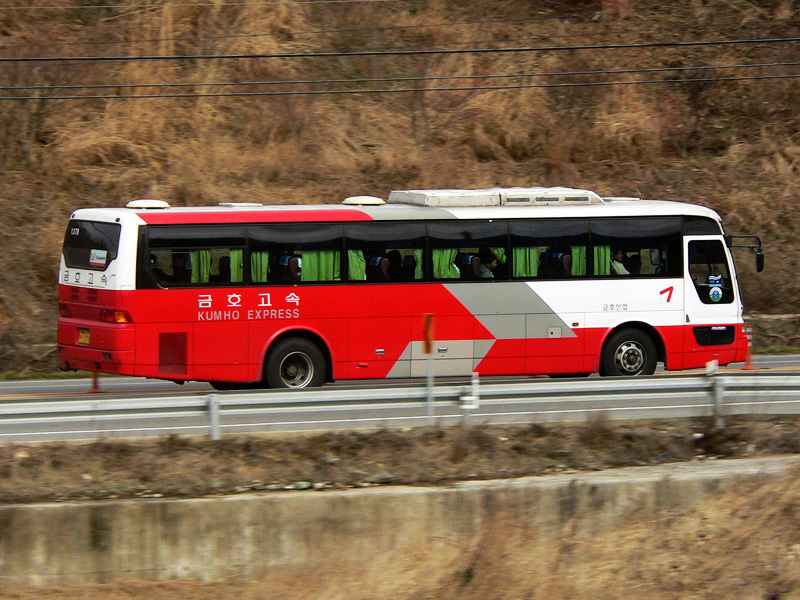
高速バスの例（錦湖高速　現代エアロスペースLS）

高速バス (고속버스)は運行区間の60%が高速道路であるバスとされる。ソウルと京畿道以遠の地方都市とを結ぶ路線や中・長距離の都市間を結ぶ路線などで運行される。なお、広義の「市外バス」は、後に述べる（狭義の）市外バスのみならず、この高速バスをも含む。
韓国の高速バスは基本的に法律により、途中停車は許容されていないが、例外として起点又は終点と同じ行政区域や乗り換え指定SA等に限って停車が許容されている。
かつては、行先表示器を装備している車両はほとんど見受けられず、フロントガラスの内側に行き先表示板を掲げている場合が多かった。近年では、LED式の行先表示機を設置している車両が増えている。高速バスの場合、アルファベット、漢字でも行き先を併記していることが多い。
乗車前に乗車券を購入する必要がある。座席は乗車券入手時に全て指定される。長距離の路線では途中休憩所で10～15分ほど休憩することが出来る。車内には基本的に化粧室は無い。座席や運行時間によって以下のような区分がある。
一般高速バス (일반고속버스／イルパンコソクポス)
横4列（2列+2列）の通常タイプの座席。一台の座席数は45席前後。
優等高速バス (우등고속버스／ウドゥンコソクポス)
座席は2列+1列の横3列。シートの幅がゆったりとしており、前後の座席の間隔も一般高速バスよりやや広い。一台の座席数は28席前後。
料金は一般高速バスの1.5倍である。
深夜優等高速バス (심야우등고속버스／シミャウドゥンコソクポス)
優等高速バスの車両で、通常午後10時～午前2時の間に出発し、深夜に走行するもの。おおむね3時間以上かかる長距離路線で主に運行される。料金は優等高速バスよりさらに1.1倍高くなる。
なお、日本の夜行バスのように早朝着くような時間調整は基本的に行わず、到着時間が深夜2時台や3時台であっても下車させられる。
プレミアム高速バス (프리미엄고속버스／プリミオムコソクポス)
優等高速バスよりさらに座席数を減らし、各座席にパーティションや個人用テレビなどを装備。座席は2列+1列の横3列。一台の座席数は21席前後。
料金は優等高速バスの1.3倍である。

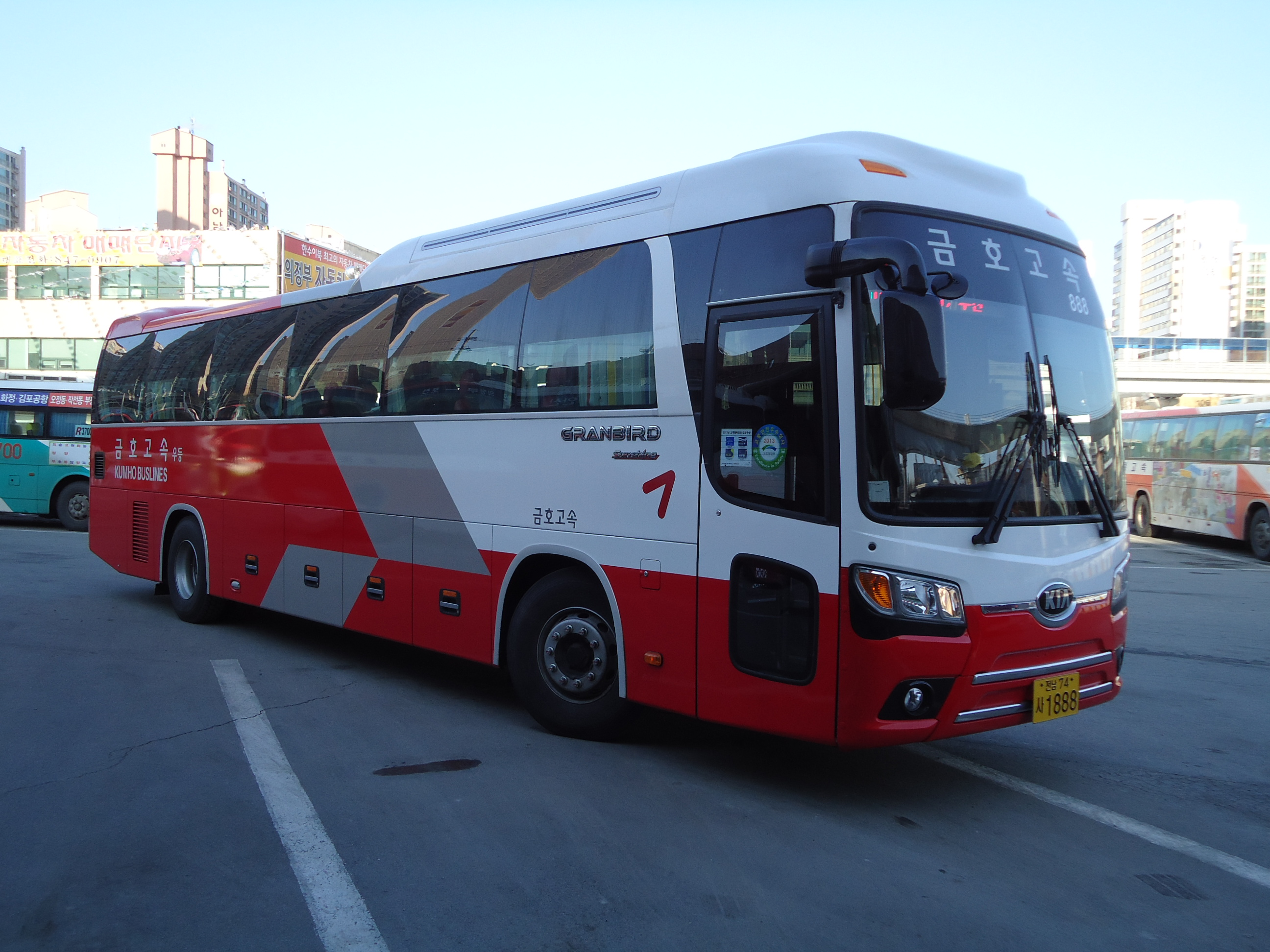
高速バス（錦湖高速 起亜グランバード）
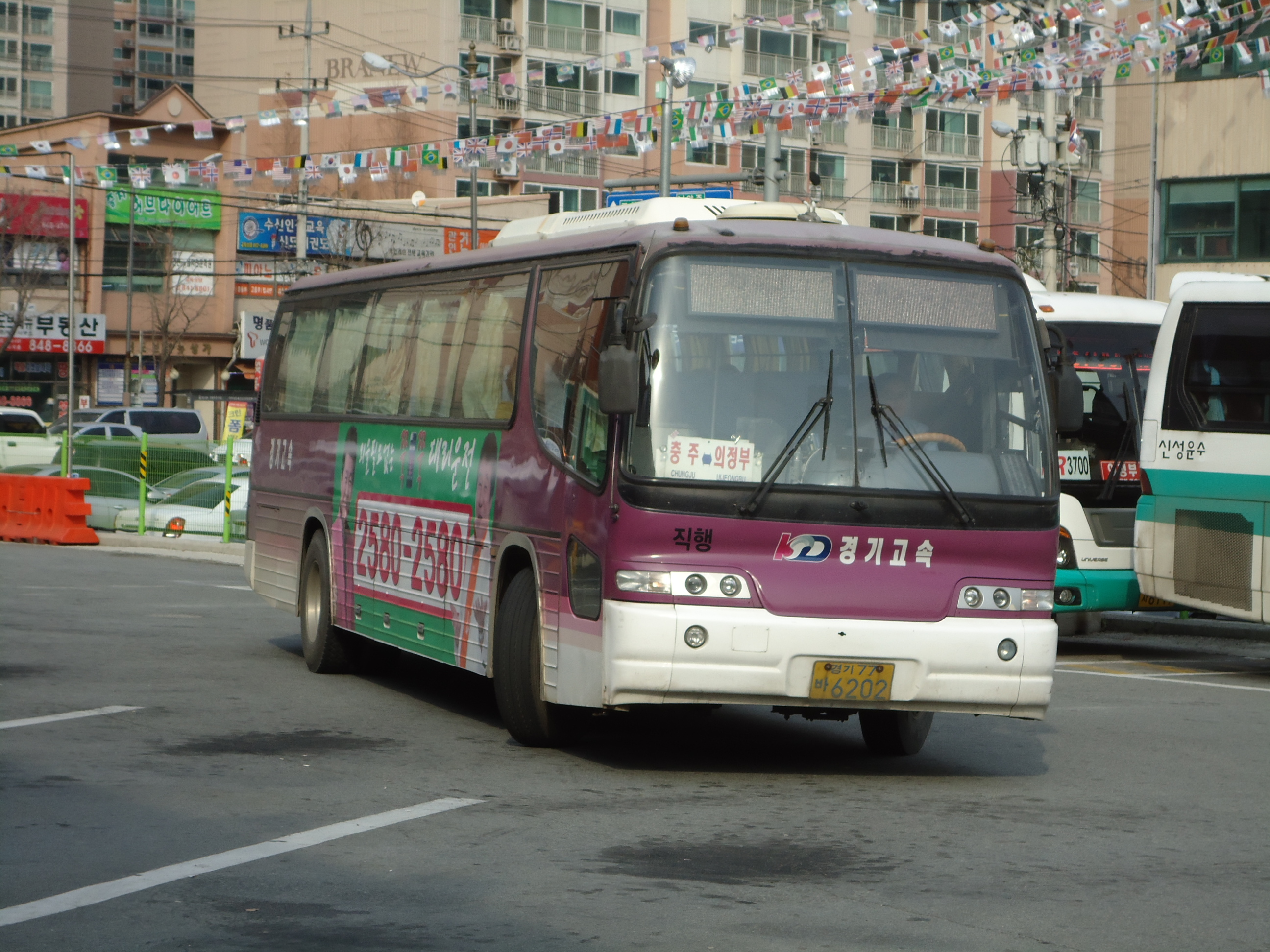
高速バス（京畿高速 大宇BH116）
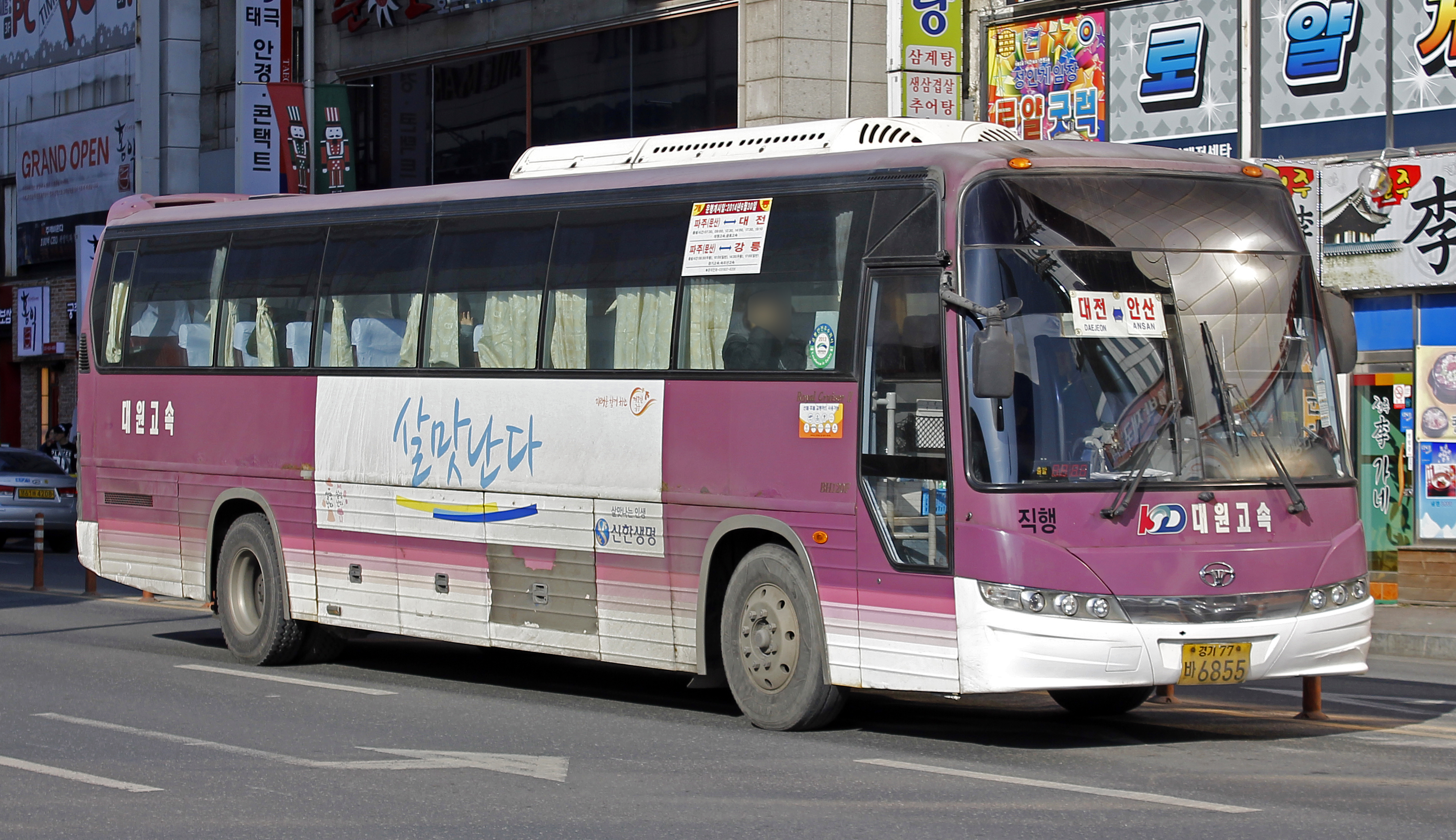
高速バス（大元高速 大宇BH120F）

#### 市外バス
中距離の都市間や地方の郡の中心地・観光地などの間を結ぶバスを市外バス (시외버스／シウェボス)と呼ぶ。高速バスと異なり、座席の指定は無い場合もある。
中には運行区間の60%以上が高速道路であると思われる路線もあるが、通常、高速バスとは区別される。高速バス同様にフロントガラス内側に行き先を掲出する場合が多いが表示はハングルのみの場合も多い。乗車券は基本的には事前購入だが車内で精算できる場合もある。途中の停車パターンにより以下の2種類に分けられる。
直行バス (직행버스／チケンポス)
出発地、目的地以外に、いくつかの市外バス停留所に停車するバス。停留所はバスターミナルの他、都市内においてバスターミナル以外に利用者の便のいい場所や、邑・面の中心地や交通の要衝などに設けられる。各停留所の券売所や、停留所付近の販売委託を受けた商店などで乗車券を購入する。
直通バス (직통버스／チットンポス)
ノンストップとも訳されるが、バスターミナルや、大都市内における利用者の多い停留所のみに停車する。直行バスのように運行コースの途中途中で停留所に止まらない。そのため、通常のコースが混雑している時には迂回路をとる場合もある。また、同一区間を走る直行バスとは別のルートが設定されている路線もある。

#### 市内バス

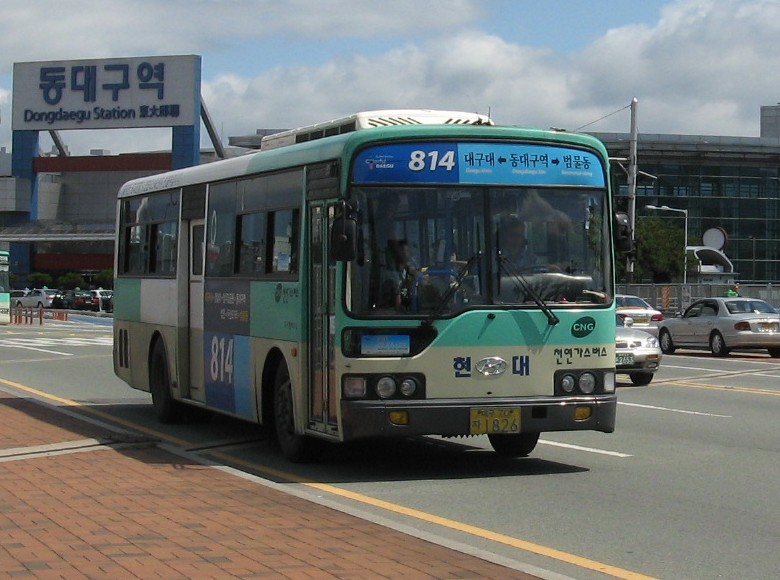
大邱広域市内の一般路線バス

いわゆる鈍行で、沿道の定められた停留所に一つ一つ停車していく。韓国では、市、郡（蔚州郡、機張郡、達城郡を除く）で一律認可する制度となっており、運行会社は同じ市内で複数あるものの、同じ市のバスであれば同一の料金体系やサービスが受けられる。ただし別の市へ乗り入れている場合も多い（例えば、ソウル特別市の市内バスは富川市に乗り入れており、逆に富川市の市内バスはソウル特別市に乗り入れている。乗り入れ先に関係なくどこの市のバスかによってサービス・料金は異なる）。
一般的には市内バス (시내버스／シネボス)だが、地方の郡においては郡内バス(군내버스／クンネボス)と呼ばれる。また、過疎地域の郡では、農漁村バス (농어촌버스／ノンオチョンボス)であり、郡内バスとは呼び名が区別されている。特に市・郡境をまたいで走る路線においては前述の直通・直行バスとの対比で「緩行バス (완행버스)／ワネンポス」とも呼ばれる。
行先表示器を装備していない車両が多く、本数の多い都市部では運行経路や系統番号を表記したステッカーを車体に貼り付け（フロントガラス上部に行先表示器に似たデザインのステッカーを貼る例も多い）、限定運用している車両が多いが、側面や前面の表示板が交換可能になっているものもある。また本数の少ない市内、郡内バスでは、目的地や経由地が一つずつ記された札を、路線に応じてフロントガラス下に並べて掲出している姿が見られる。表示はほとんどがハングルで英語を併記している例は少ない。なお釜山では、車外LED方向幕車の場合日本語も交互に併記される。
料金は基本的に車内での支払い・精算となる。南原市、密陽市以外の市部の市域内、一部の郡部の郡域内では一律料金で、京畿道と南原市、一部の郡部では距離による漸増制になっていることが多い。また、リクライニングシートが並ぶタイプは座席バスと呼ばれ、一般の座席+つり革のタイプより料金が高いのが一般的である。
なお、市内バスの中には一部高速道路を走行するものや、市・郡境をまたいで運行されるものもあるが、一般道路上において各停留所に停車していくものは市内（郡内）バスと呼ばれる。

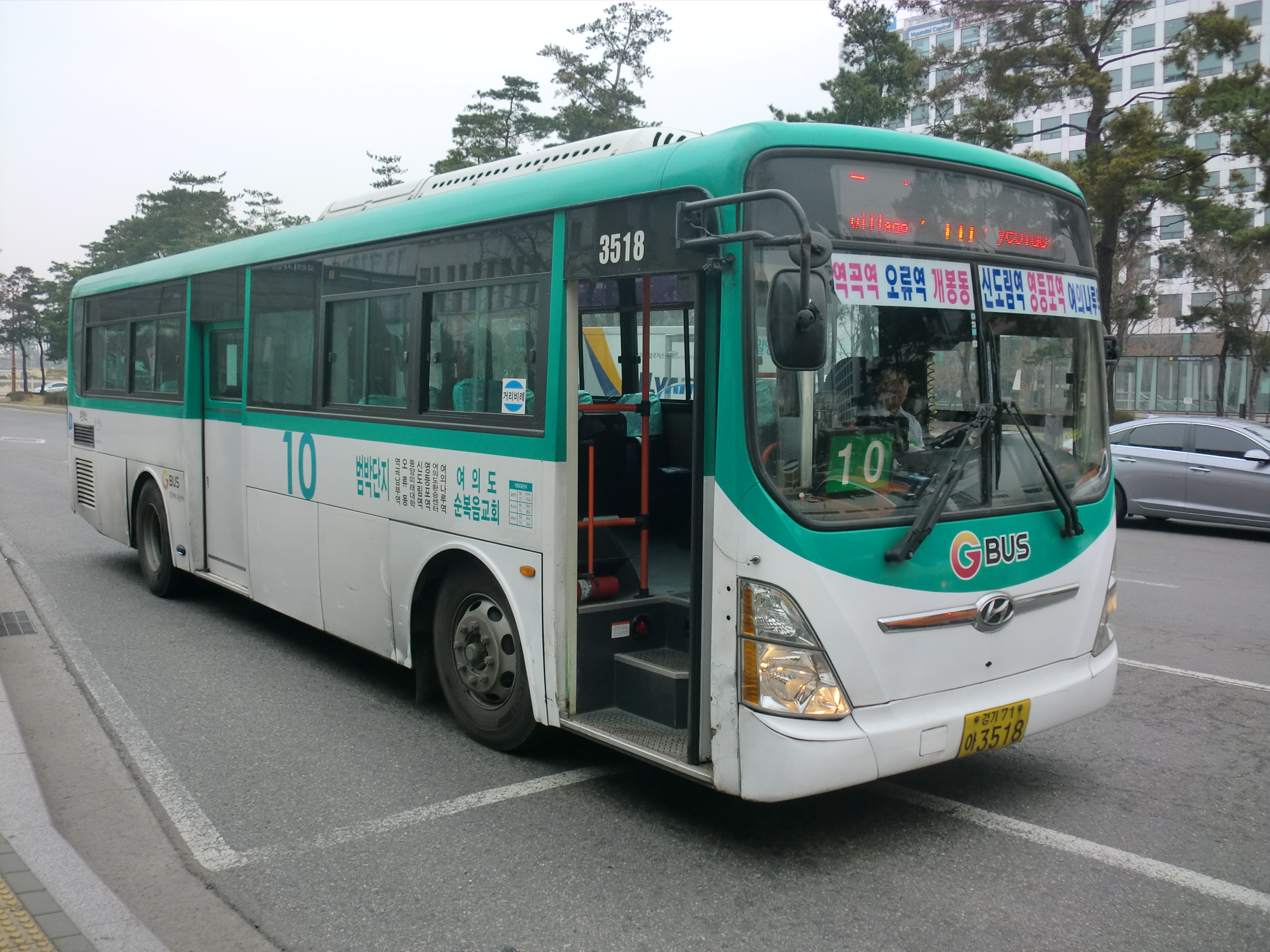
富川市の一般路線バス（現代ニュースーパーエアロシティ）
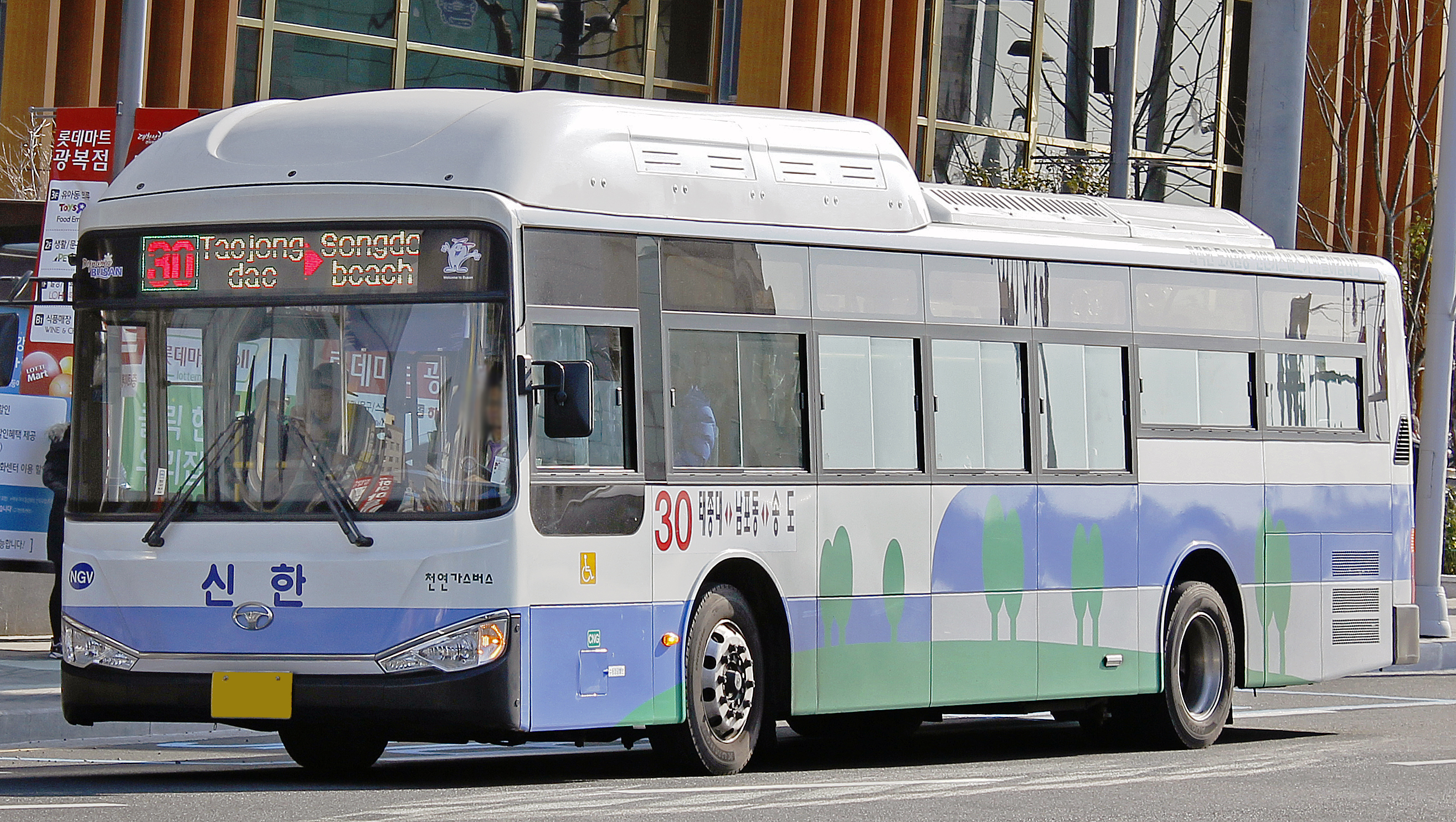
釜山広域市の一般路線バス（大宇BS110CN CNGノンステップバス）
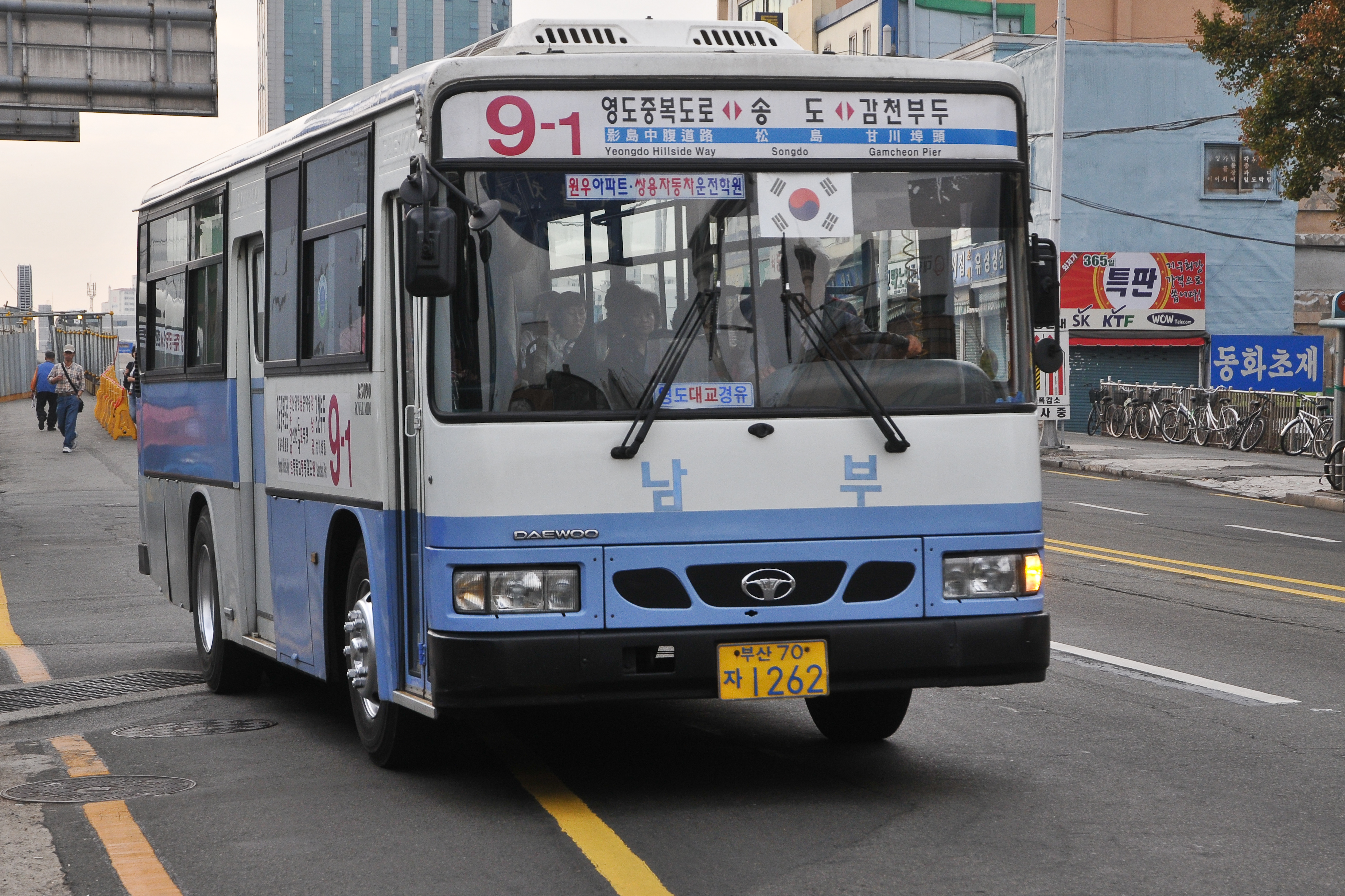
釜山広域市の一般路線バス（大宇BS090）
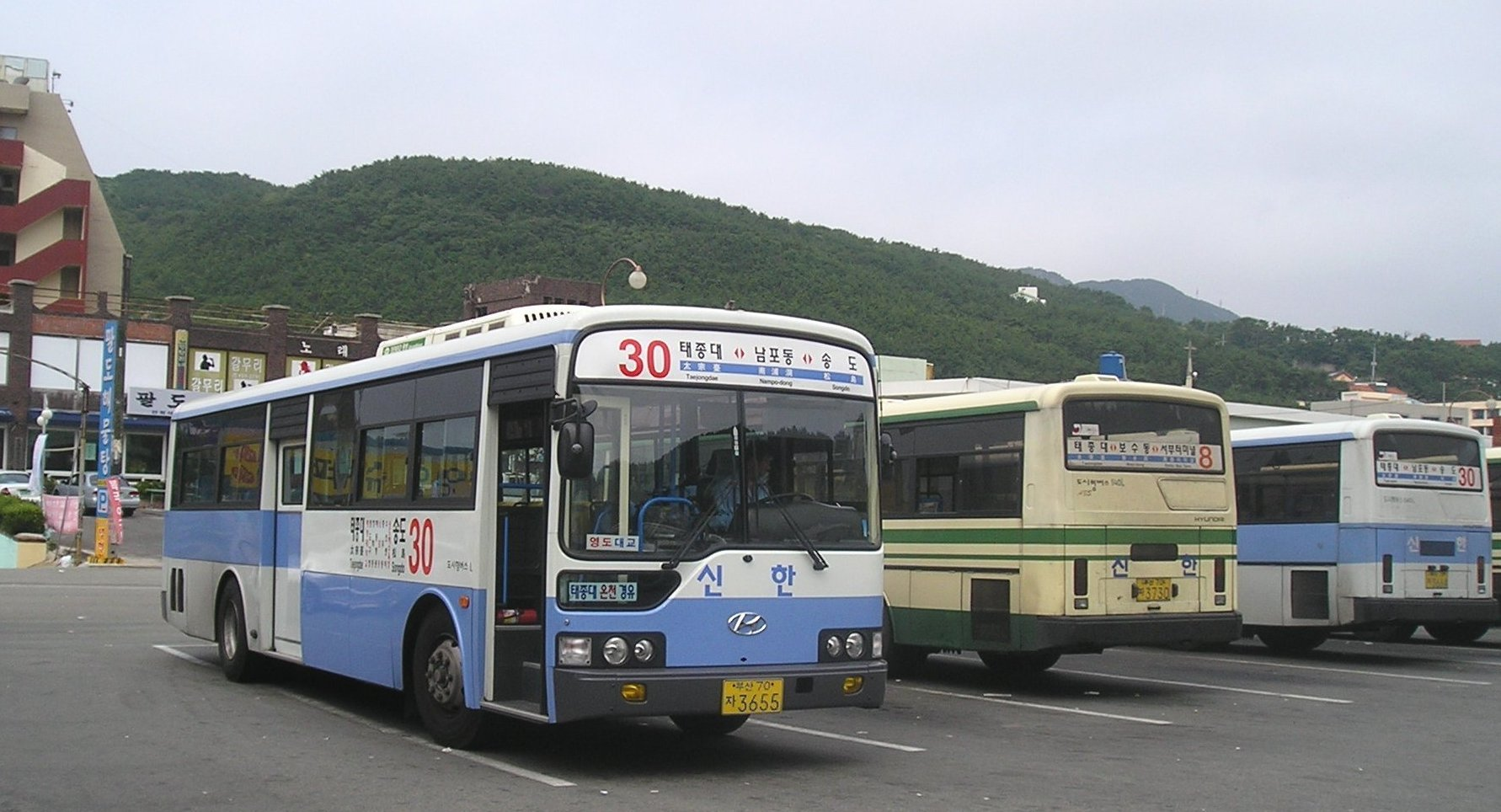
釜山広域市の一般路線バス（現代エアロシティほか）
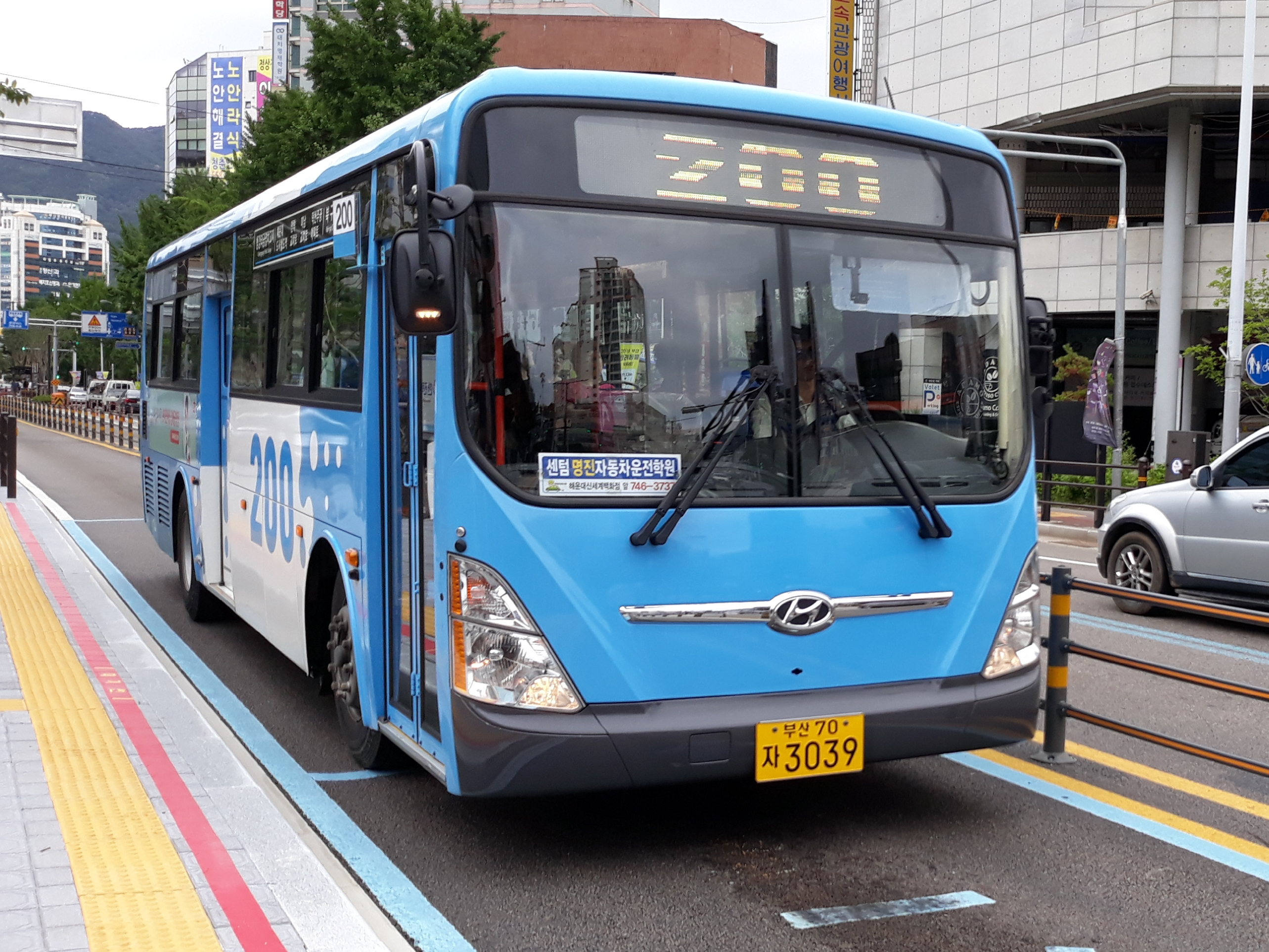
釜山広域市の一般路線バス（200番、現代エアロシティF/Lほか）
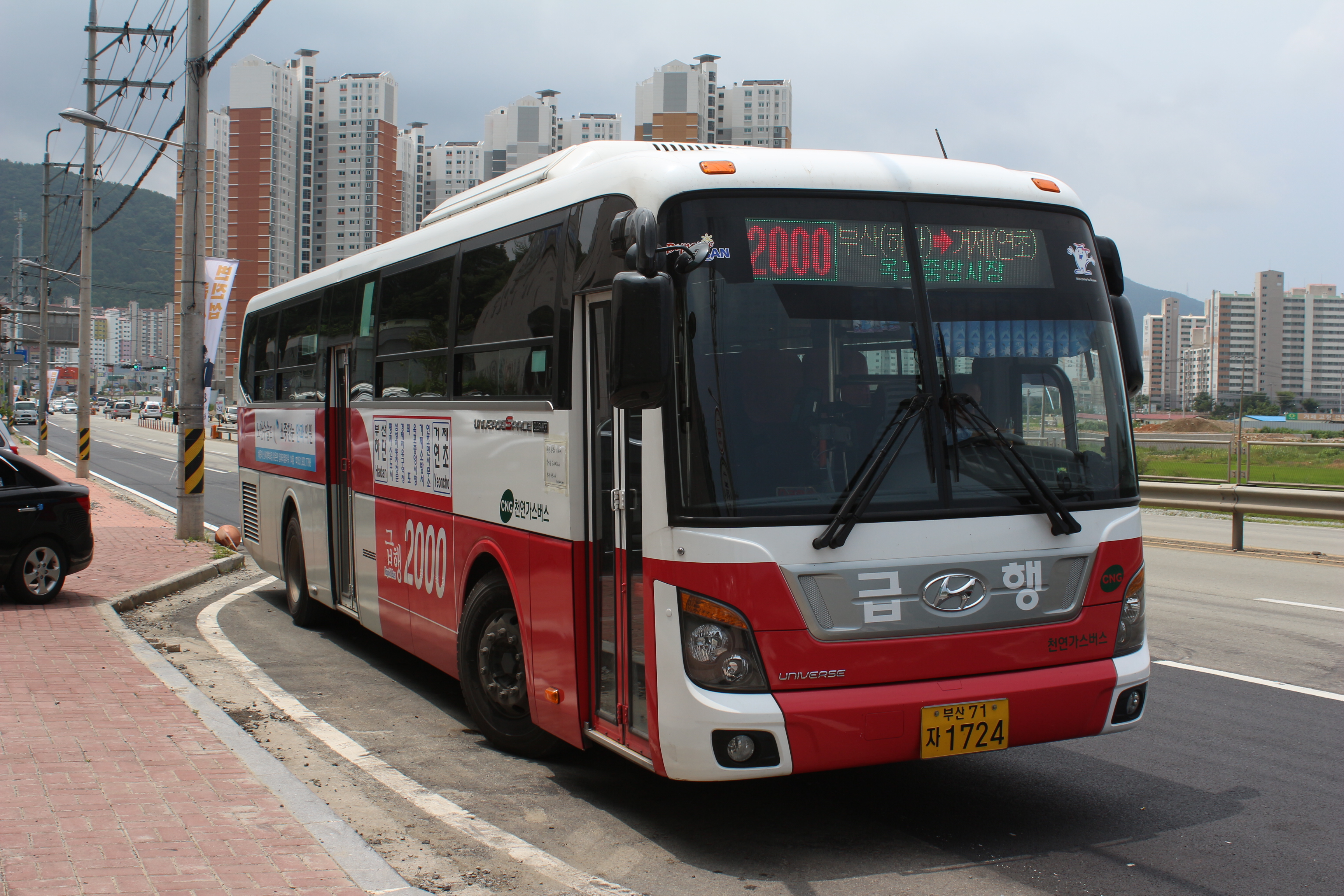
釜山広域市の座席路線バス（現代ユニバース）
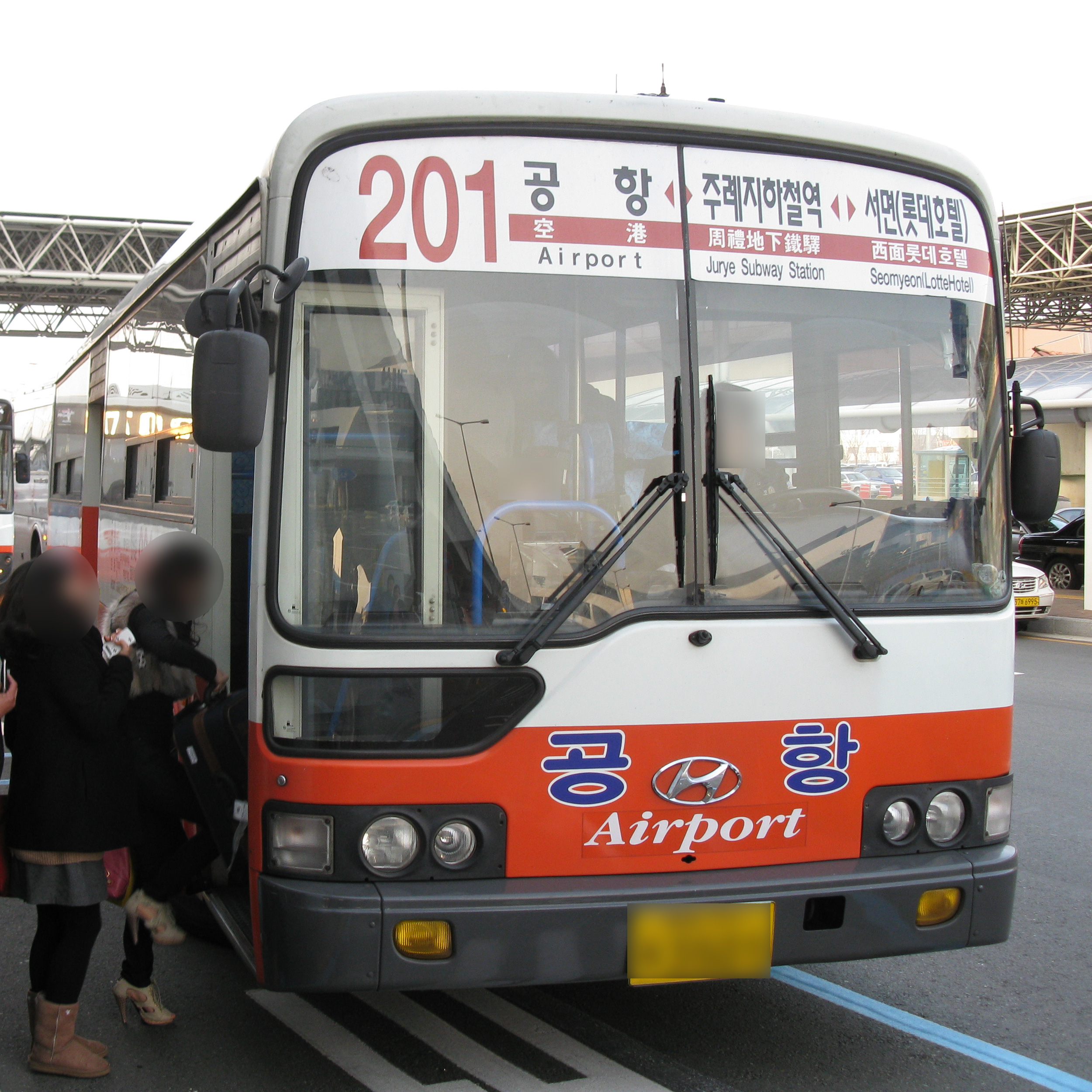
釜山広域市の座席路線バス（現代エアロシティ）
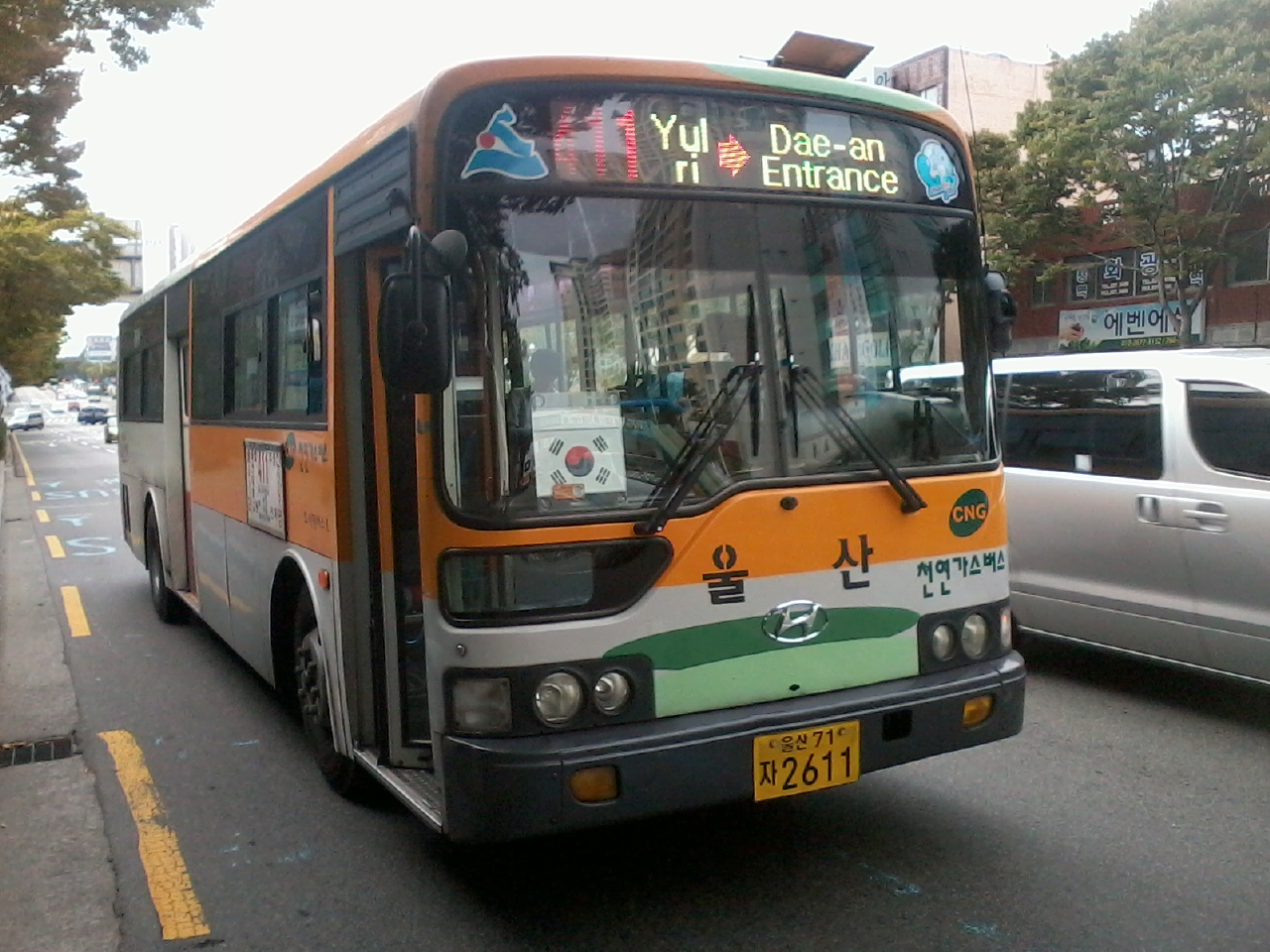
蔚山広域市の一般路線バス（現代エアロシティ）
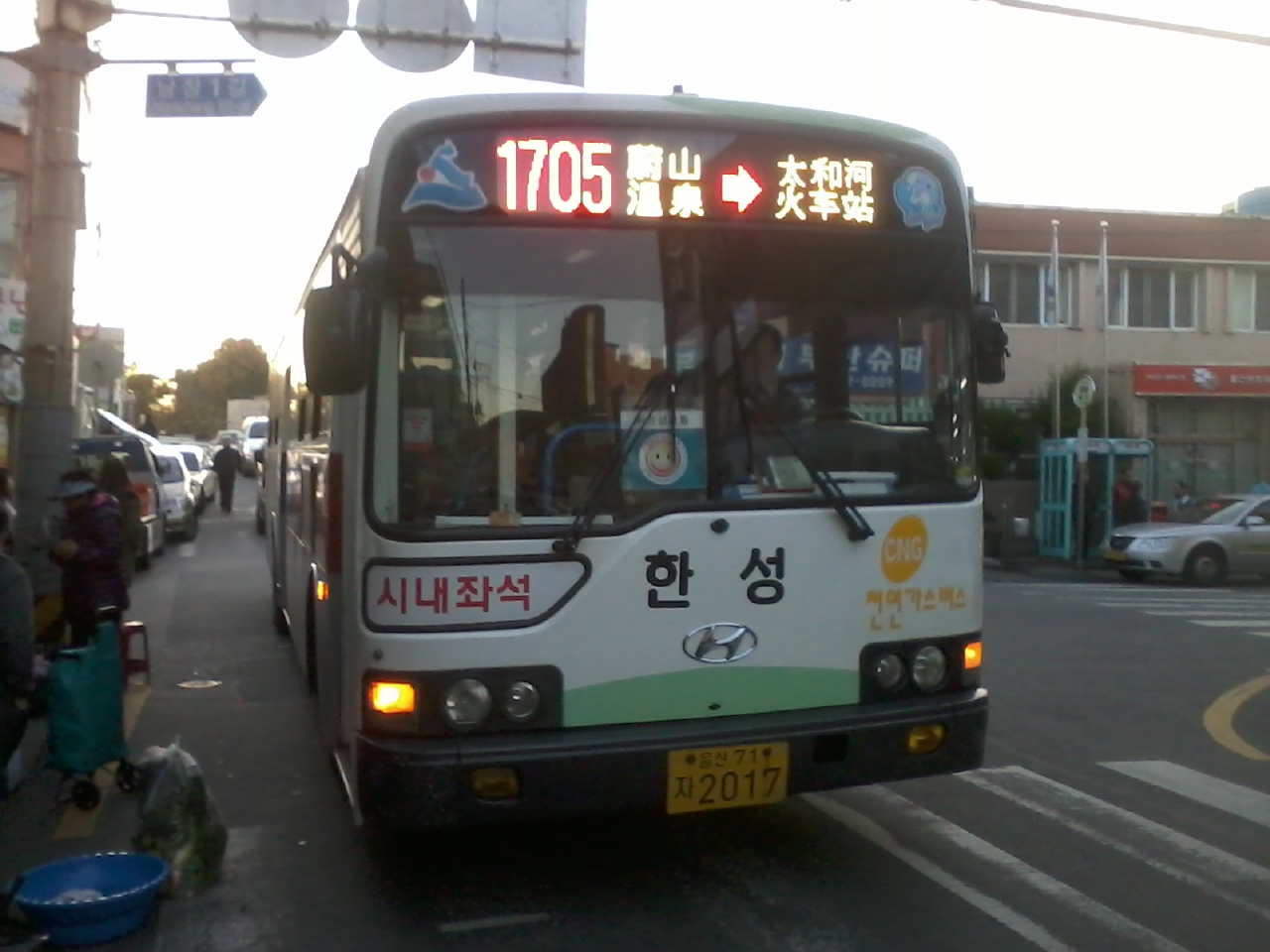
蔚山広域市の座席路線バス（現代エアロシティ）
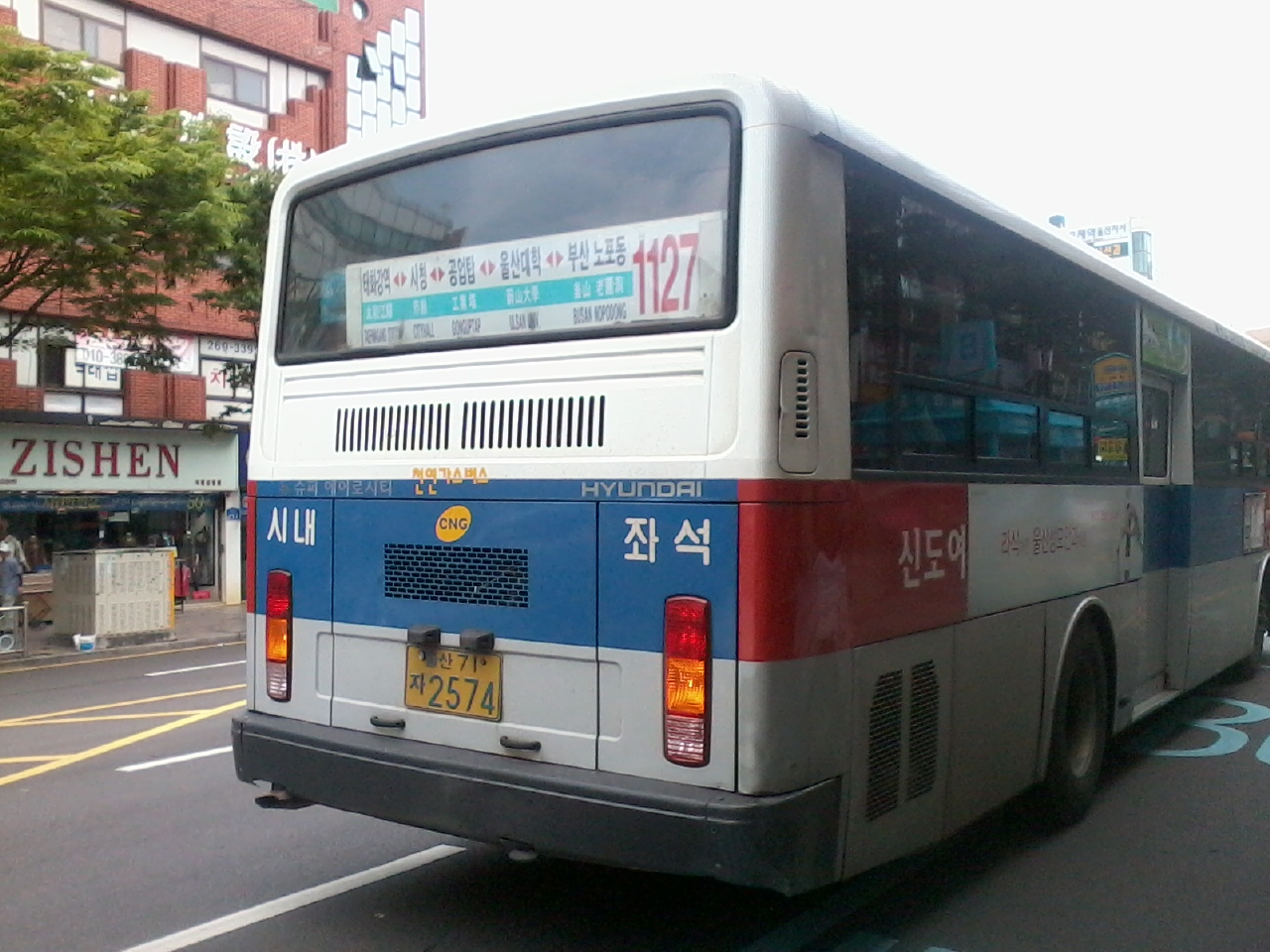
蔚山広域市の座席路線バス（後位側）

#### 空港バス

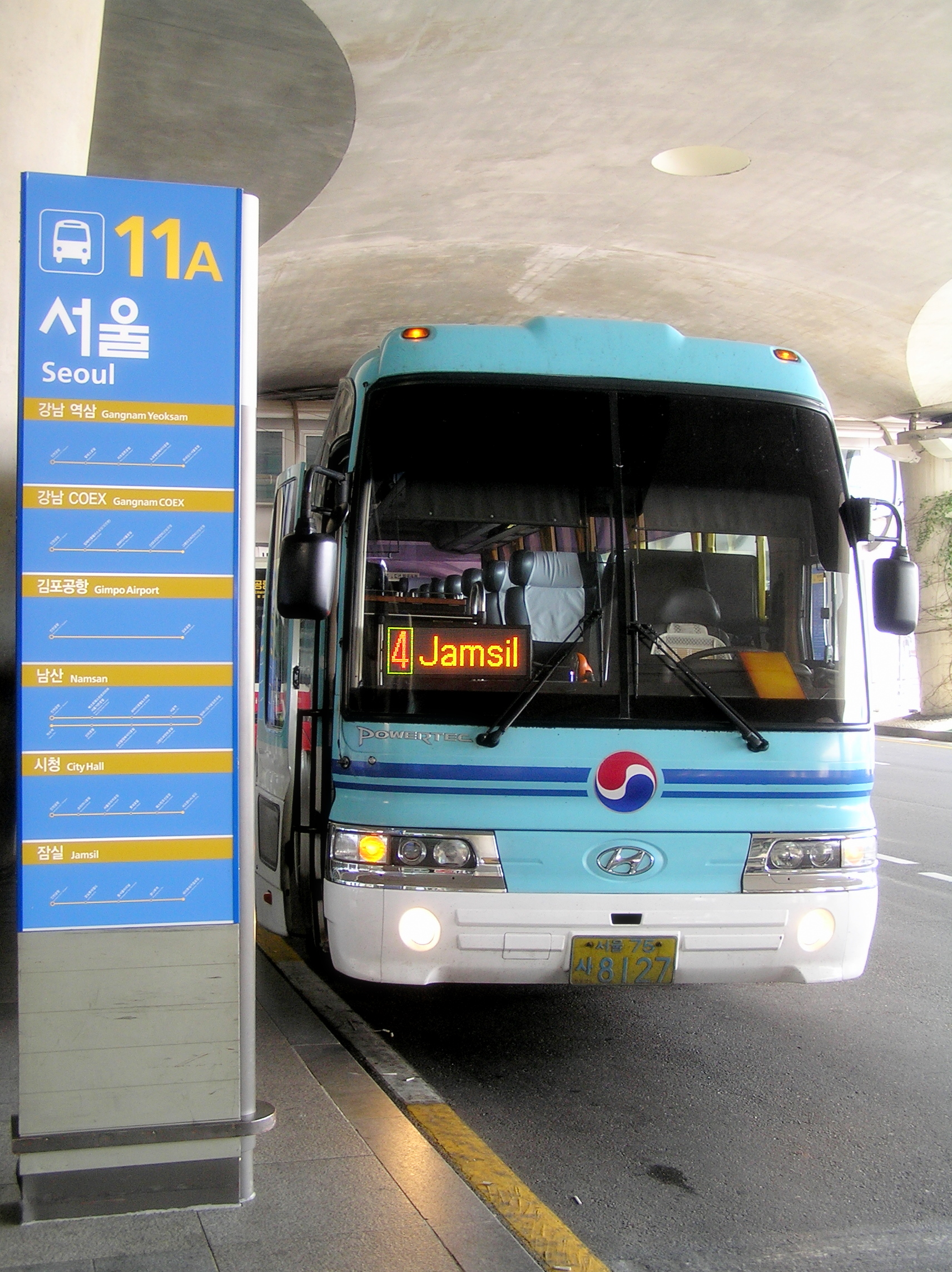
大韓航空が仁川国際空港～ソウル市内に運行しているKALリムジンバス

空港とその周辺地域とを結ぶバス。空港リムジンバスとも呼ばれる。距離や対象とする利用者層等によって運行形態も異なる。全般に、車体の前面や側面に発着地等の情報を貼り付けて限定運用されている場合が多い。
比較的長距離の空港バス
座席指定制で事前に乗車券を購入しなければならず、実質的に高速バスと同じである。仁川国際空港の場合は、空港から3時間～5時間かかる地域との間にもこのタイプの空港バスが運行されている。
車両は一般高速バスタイプか優等高速バスタイプの車両で運行される（路線により異なる）。運行主体は高速バスを運行する会社であることが多い。
中・近距離の空港バス
大都市近郊の大空港以外にも、地方の空港周辺でも運行されている。座席指定はない。運行形態としては市外バスと市内バスの中間に位置するとも言える。
都市部では路上の複数の停留所に止まり、料金は事前に支払うことも乗車の際に精算することもできる。車両は座席バス・一般高速バスタイプが一般的だが仁川国際空港・金浦空港からの路線では優等高速バスタイプの車両も数多く使用されている（料金は一般タイプよりも高い）。車内前部に荷物を置くための場所が設けてある物もある。

#### ソウル特別市とその外郭地域のバス運行システム

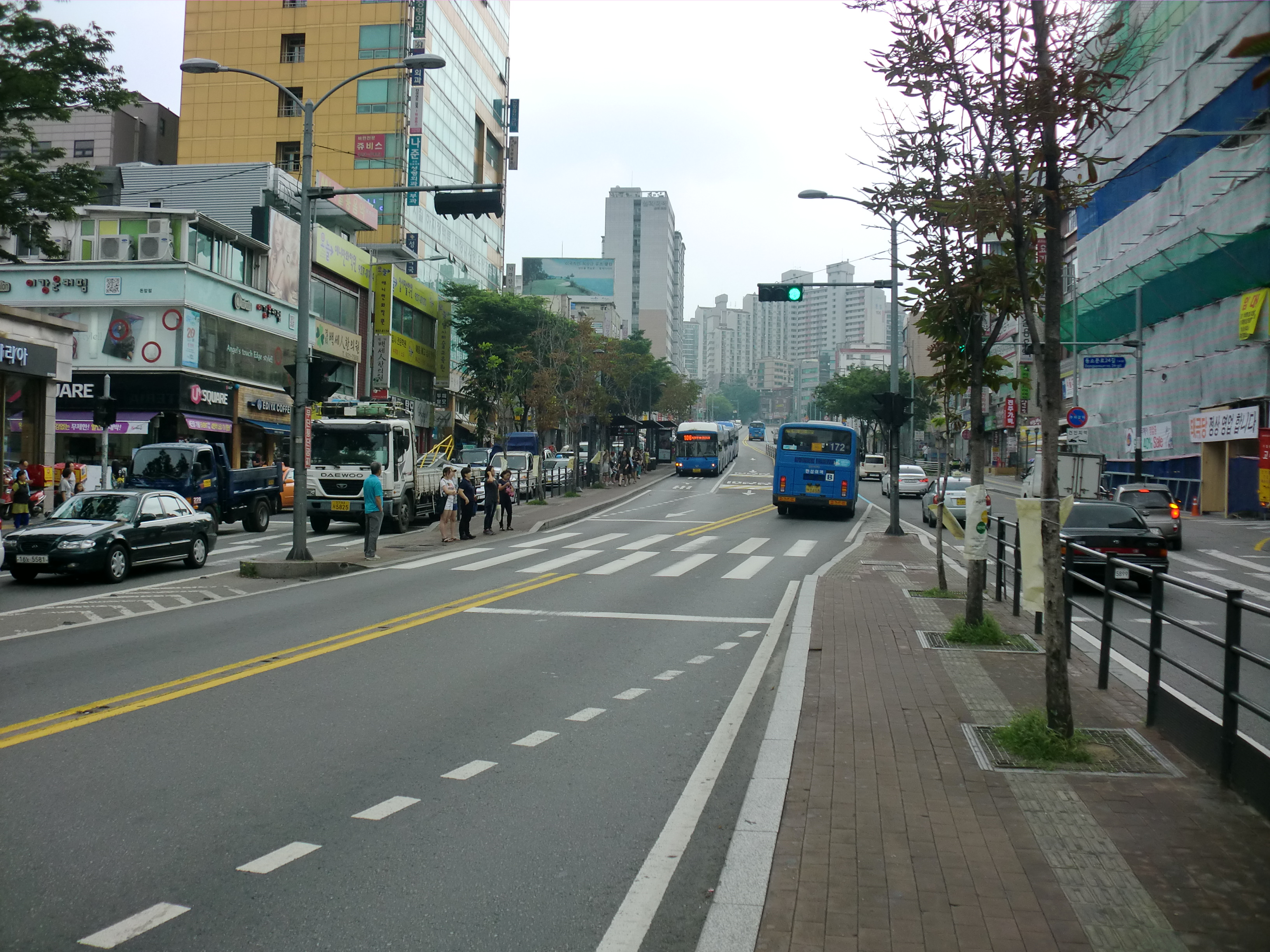
ソウル市内の中央バスレーン区間

かつてはソウル特別市内、及びその外郭地域においては運行距離・路線の性格ともに様々な形での路線バス運行が混在していたが、2004年7月に運行システムおよび個々の路線の経路等根本的な見直しが行われた。その結果、その役割や距離によって以下の4種類に分けられ、それぞれが共通の車体色で塗装されることになった。
また、バスの路線番号については、市内を8つのエリア、外郭地域を7つのエリアに分け、各エリアの番号を織り込んだ、共通の番号振分方式の適用を受けることとなった。
ソウル市内では路線バスの運行円滑化のため、主要道路の中央にバス専用レーンと停留所を設置している。
運賃は、京畿道のバスや首都圏電鉄と互換される「首都圏統合料金制（수도권 통합 요금제）」が適用されている。
幹線バス（간선버스・カンソンバス）
車体色は青でブルーバスとも呼ばれる。市内バスの路線の内、ソウル市が指定した幹線道路を10㎞以上通るバスが該当。ソウル市内と外郭地域との間を結ぶ役割などを担う。
料金は乗換えをしない場合は基本料金のままだが他の市内バスに乗換えをすると合計距離が10kmを超えた時点から距離によって追加料金が生じる。
支線バス（지선버스・ジソンバス）
車体色は緑でグリーンバスとも呼ばれる。市内バスの路線の内、市内8エリアのうちの1つのエリア内を走るバスが該当。地下鉄との連絡を容易にする役割等を担うとされる。
料金は乗り換えの有無に関係無く合計距離が10kmを超えた時点から距離によって基本料金に加えて追加料金が生じる。ただし、マウルバスと呼ばれる短距離のバスの場合は乗換えが無ければ追加料金を取られることは無い。
循環バス（순환버스・スンファンバス）
車体色は黄色でイエローバスとも呼ばれる。市内バス路線の内、都心や副都心の限られたエリア内を循環するバスが該当する。
料金は原則上乗換えをしない場合は基本料金のままだが乗換えをすると合計距離が10kmを超えた時点から距離によって追加料金が生じるが、2020年1月末の改編で全区間一律運賃600ウォンとなった。
広域バス（광역버스・クァンヨクバス）
車体色は赤でレッドバスとも呼ばれる。他地域における直行バスに相当し首都圏の外郭地域と都心とを比較的高速で結ぶ。料金は乗換えをしない場合は基本料金のままだが乗換えをすると合計距離が30kmを超えた時点から距離によって追加料金が生じる。
他の種類の市内バスと異なり観光タイプの前面形状の車両も多い。
首都圏で「広域バス」という用語を公式的に使用してる地域はソウル特別市と仁川広域市に限り、京畿道管轄路線には公式的では使用していない。その代わりに、京畿道では「直行座席バス」、「幹線急行バス・京畿循環バス」、「グッドモーニング急行バス」等の等級を設定している。
その他
ソウル市内の観光地を巡回するソウルシティツアーバスが運行されている。
ソウルに隣接する京畿道内の各地域からソウル市内への直行バス路線（京畿道管轄）も多く設定され、通勤需要などに対応する。混雑路線では2階建てバスも使用されている。また、国土交通部が管轄する、広域急行バス（Mバス）も登場している。
運賃は「首都圏統合料金制」の適用で、総利用距離に比例して運賃が加算される。現金乗車の場合には、乗車の時に降車するバス停を言って運賃を精算する。交通系ICカードの利用の場合、乗車と時と降車の時、運賃が2回徴収される。乗換なく乗車した場合には、乗車の時に基本運賃が、降車の時に加算運賃が徴収される。加算運賃が無い場合には乗車の時０ウォンが徴収される。乗換の場合、該当ICカードで乗り換えながら利用した総区間と寸前までの運賃を基準にして加算運賃が乗降車の時に徴収される。乗換は、ICカードで一定の「乗換認定時間」の内に乗り換えた場合と首都圏統合料金制が適用されるバスや電車のみ利用した場合に、最大4回に限て認定される。首都圏統合料金制が適用されない路線を利用した場合には「乗換」が認定されない。

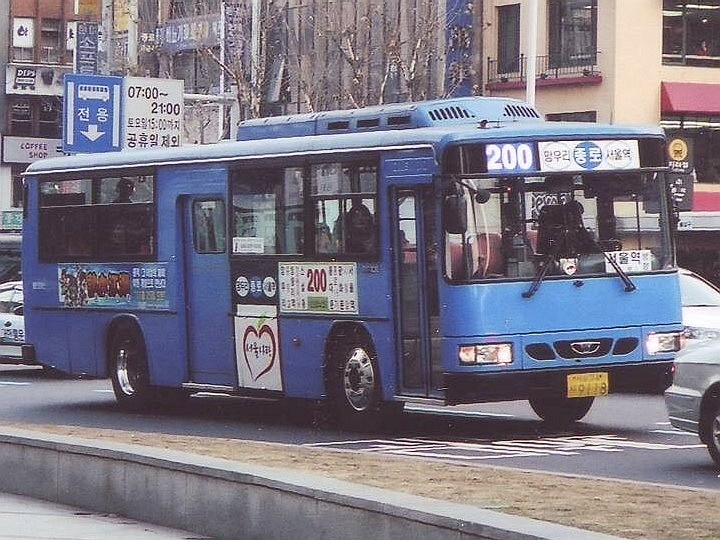
幹線バスの例（大宇BS106）
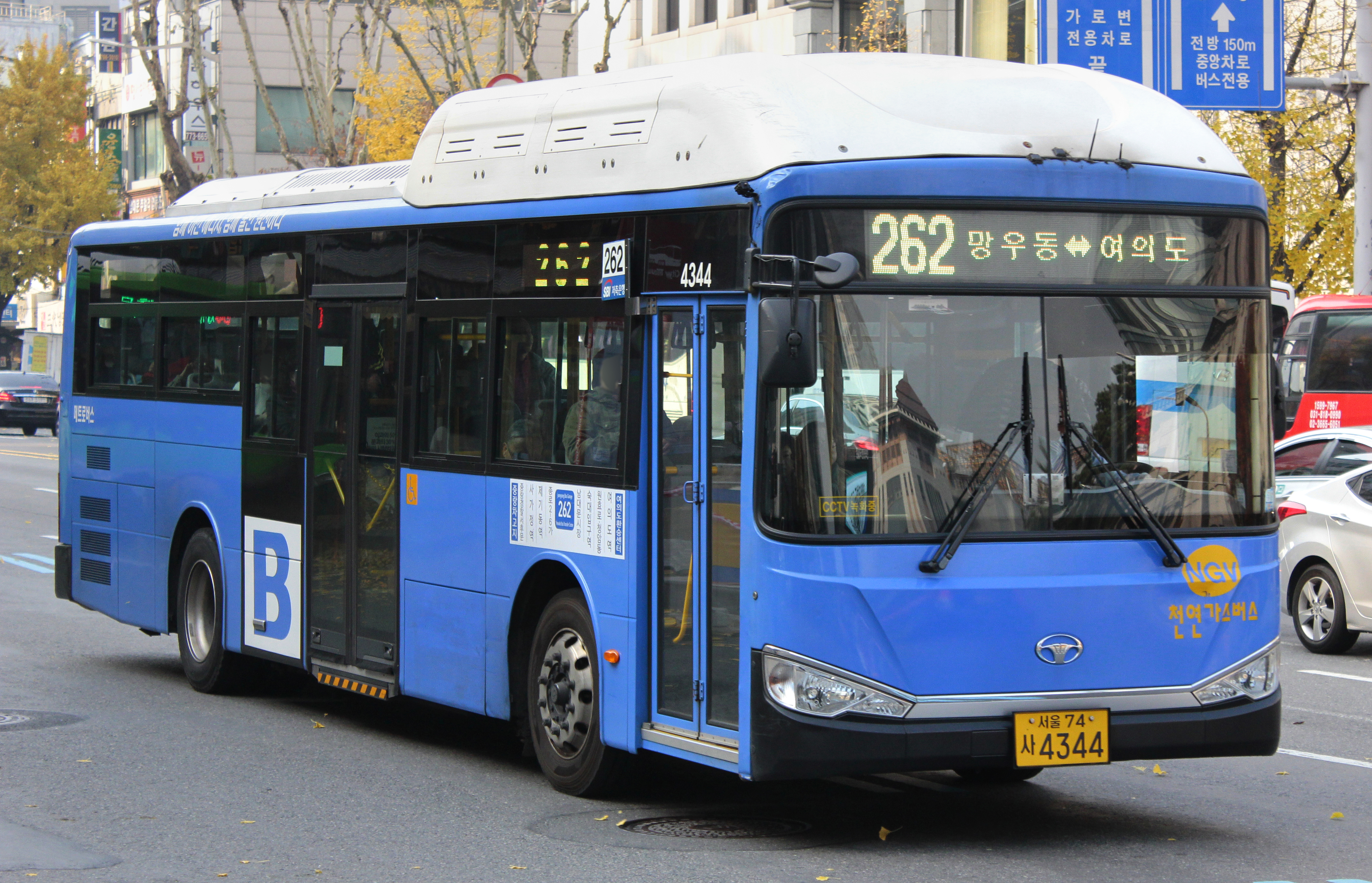
幹線バス（CNGノンステップ車）の例（大宇NEW BS110）
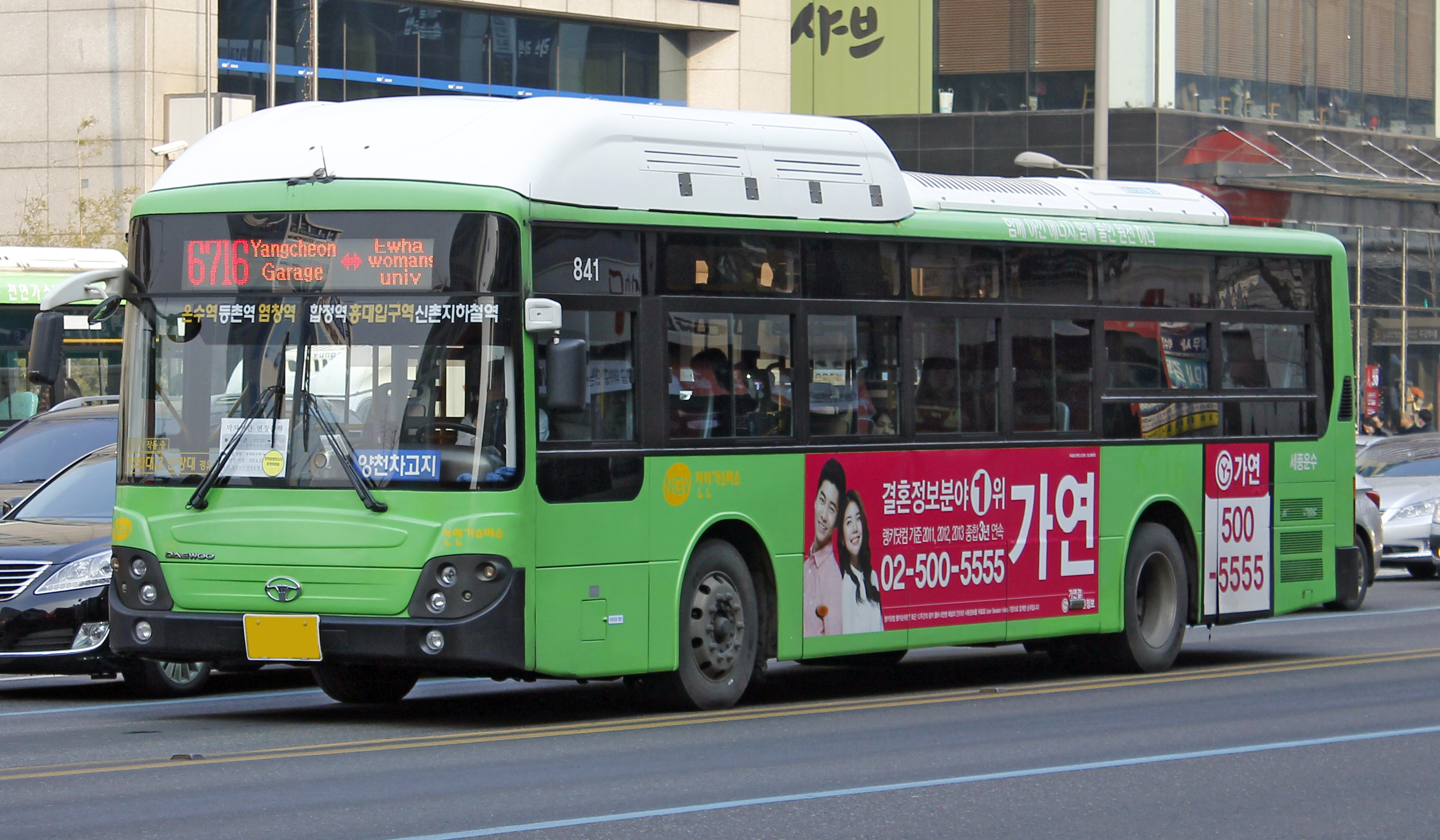
支線バス（CNGノンステップ車）の例（大宇BS110CN）
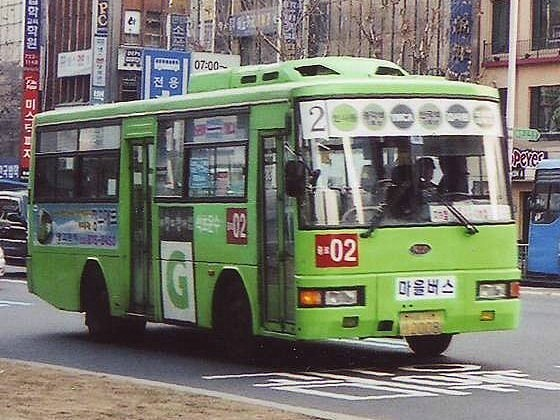
マウルバス（起亜コスモス）
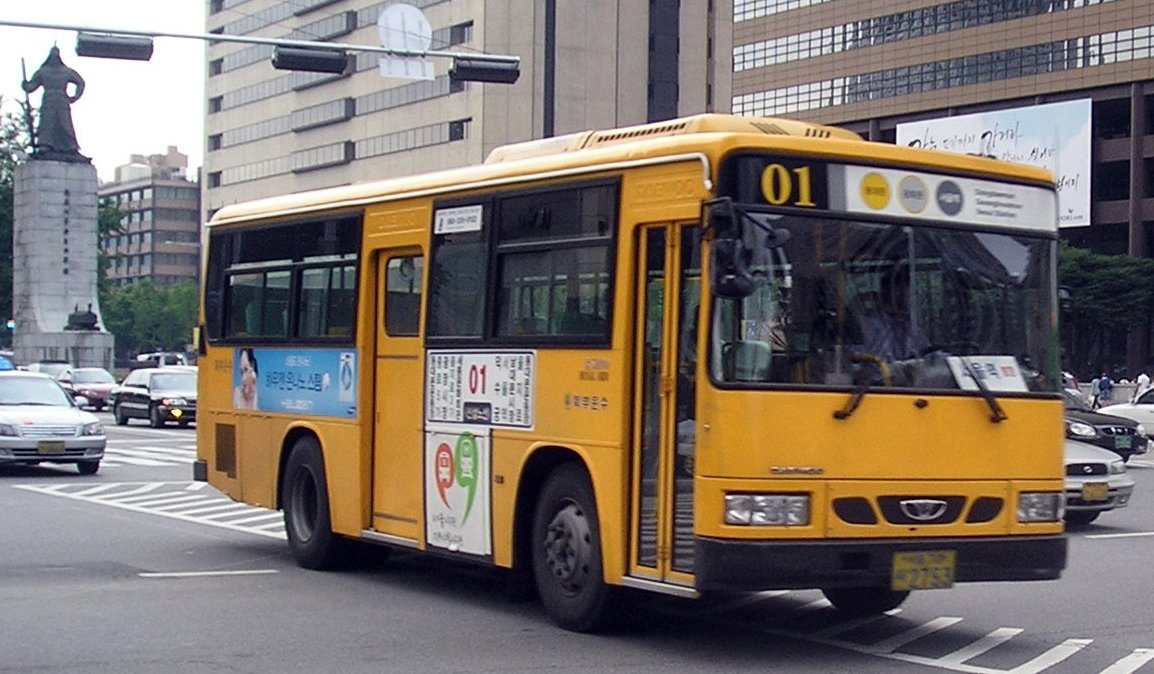
都心循環バス（大宇BS106）
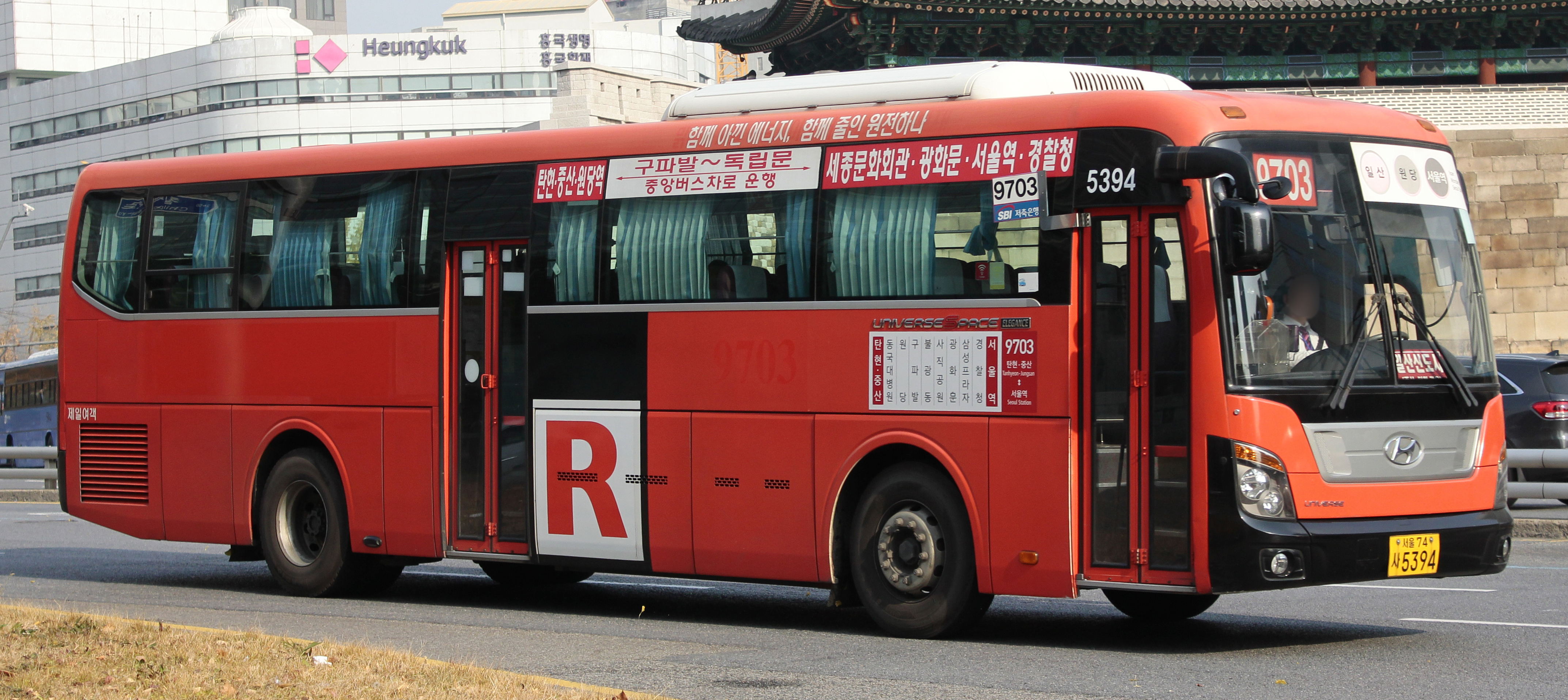
広域バス（現代ユニバース）
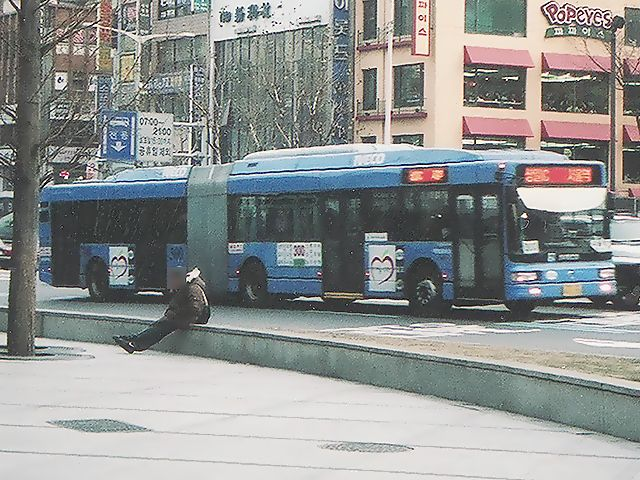
ソウル市内で運行されていたイヴェコ製連接バス（現在は廃車となった）
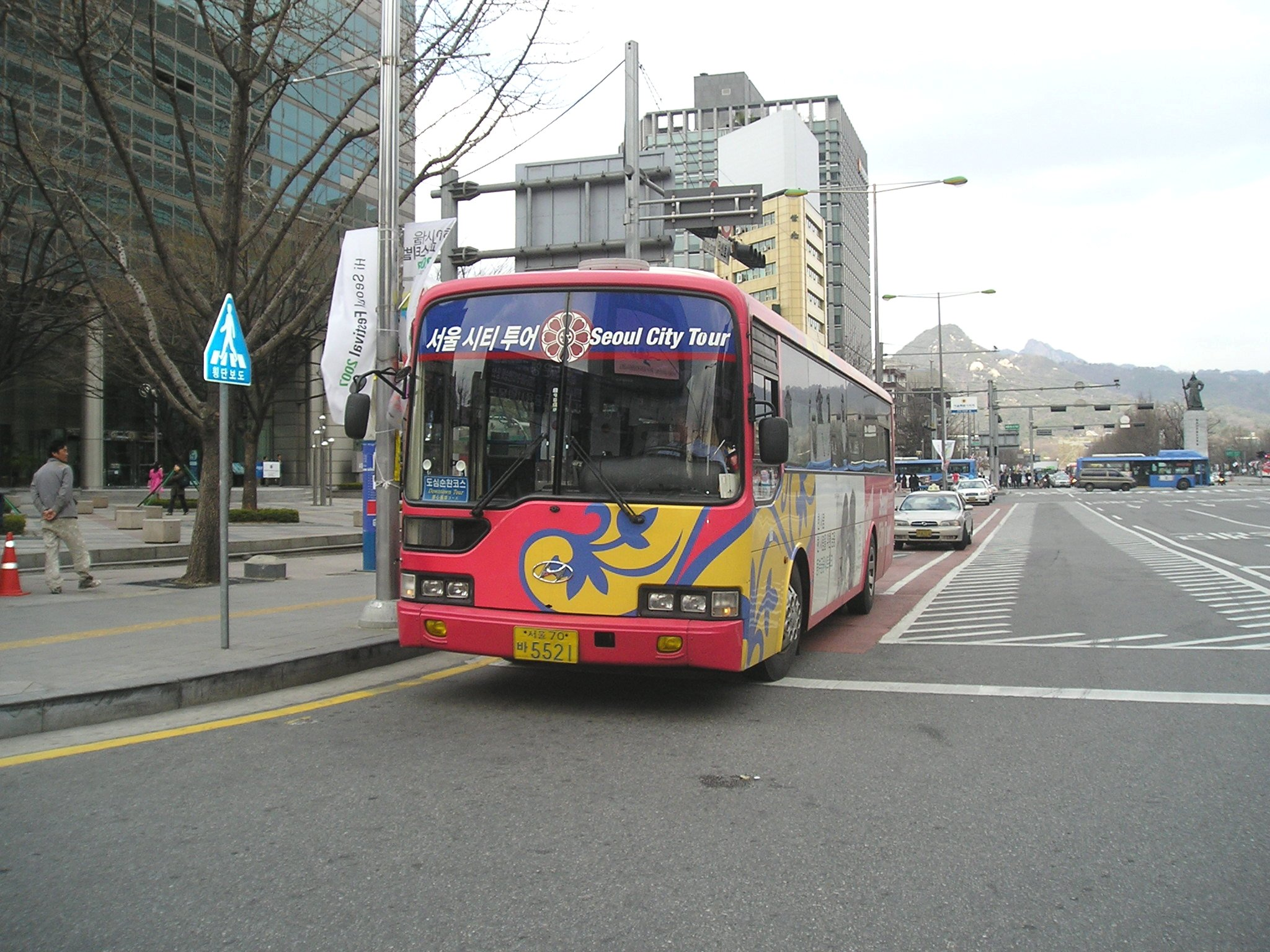
ソウルシティツアーバス
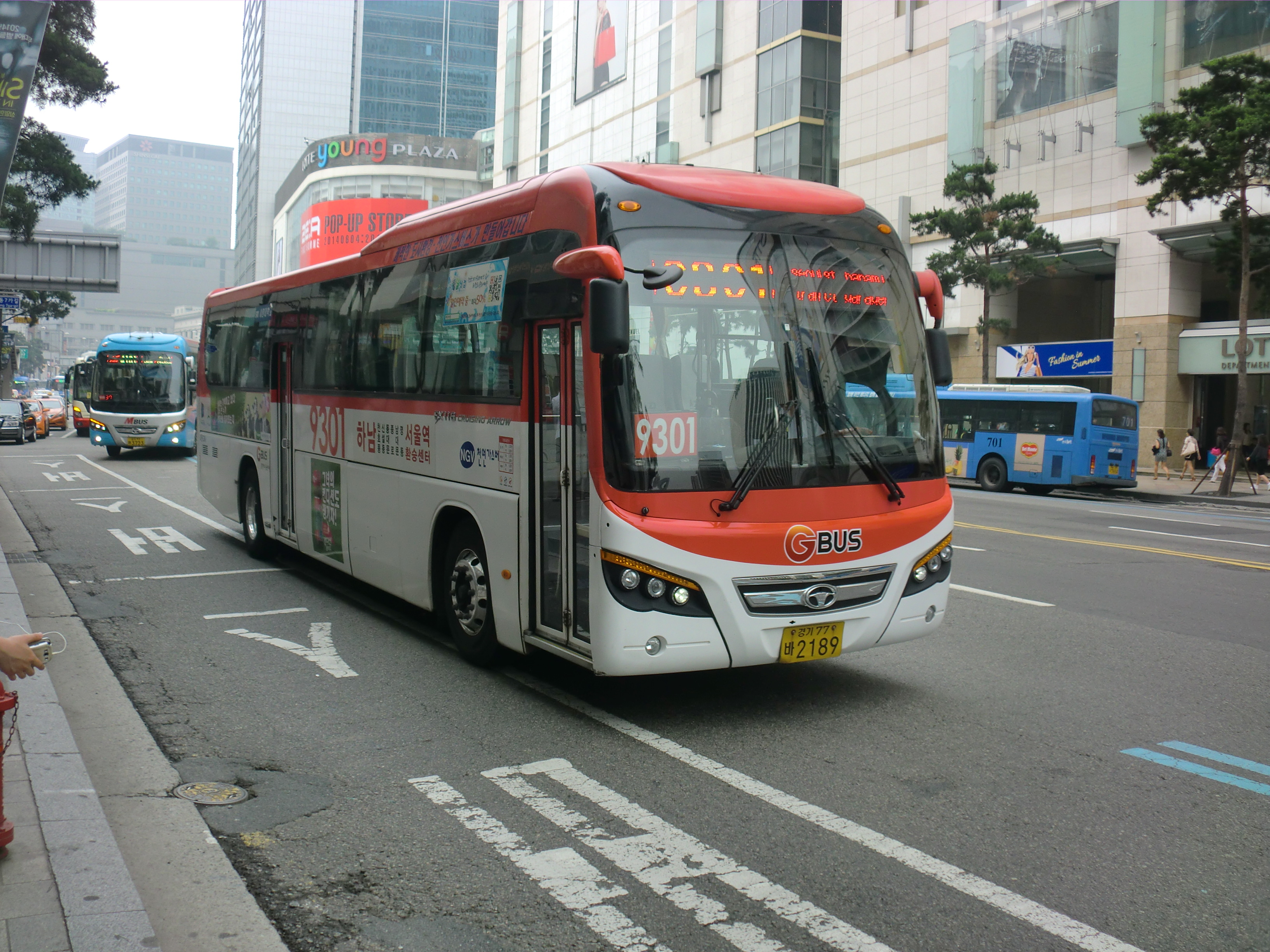
京畿道広域直行バス（大宇FX116）
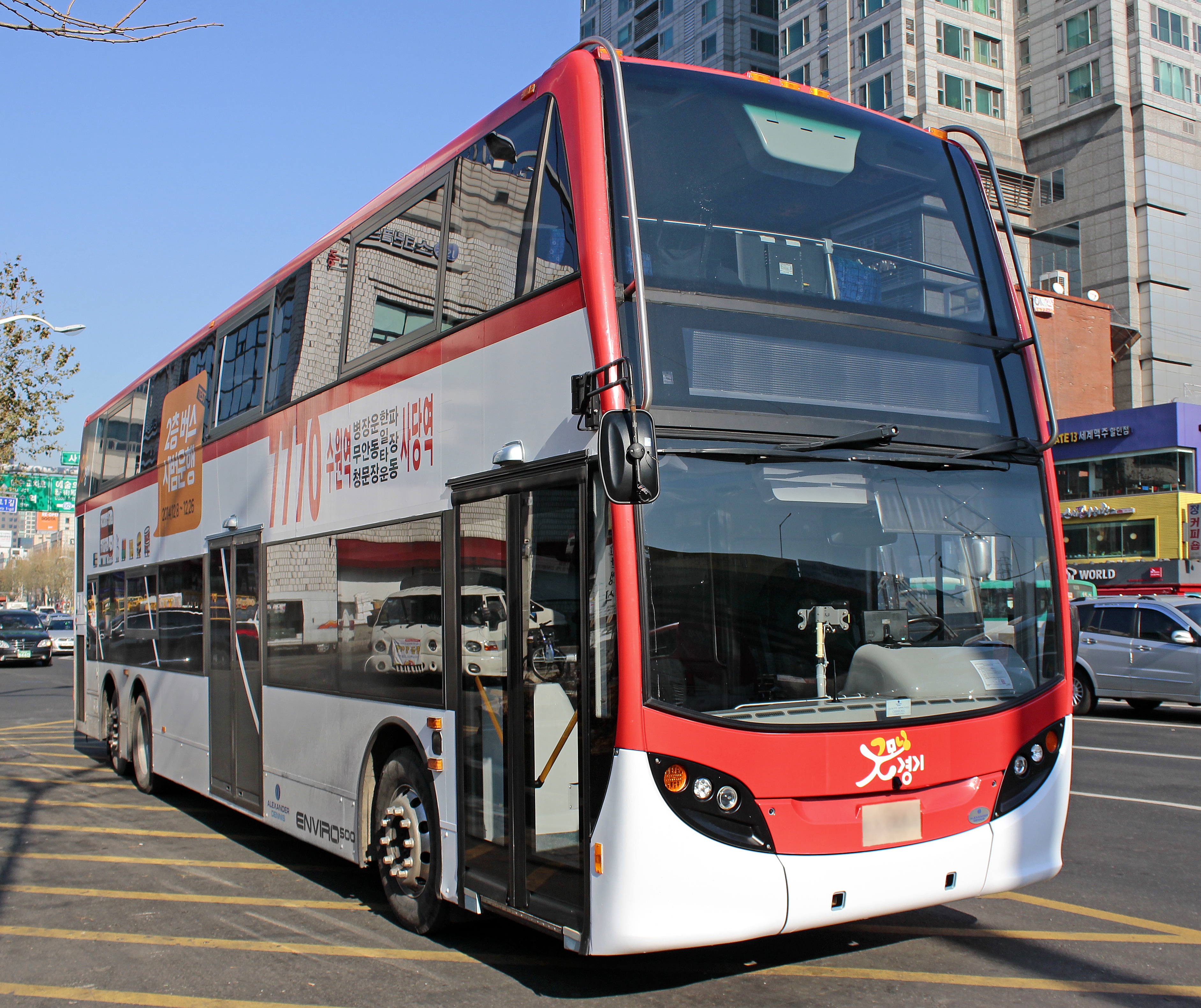
京畿道広域直行バスで試用された2階建てバス（アレクサンダー・デニス・E500）
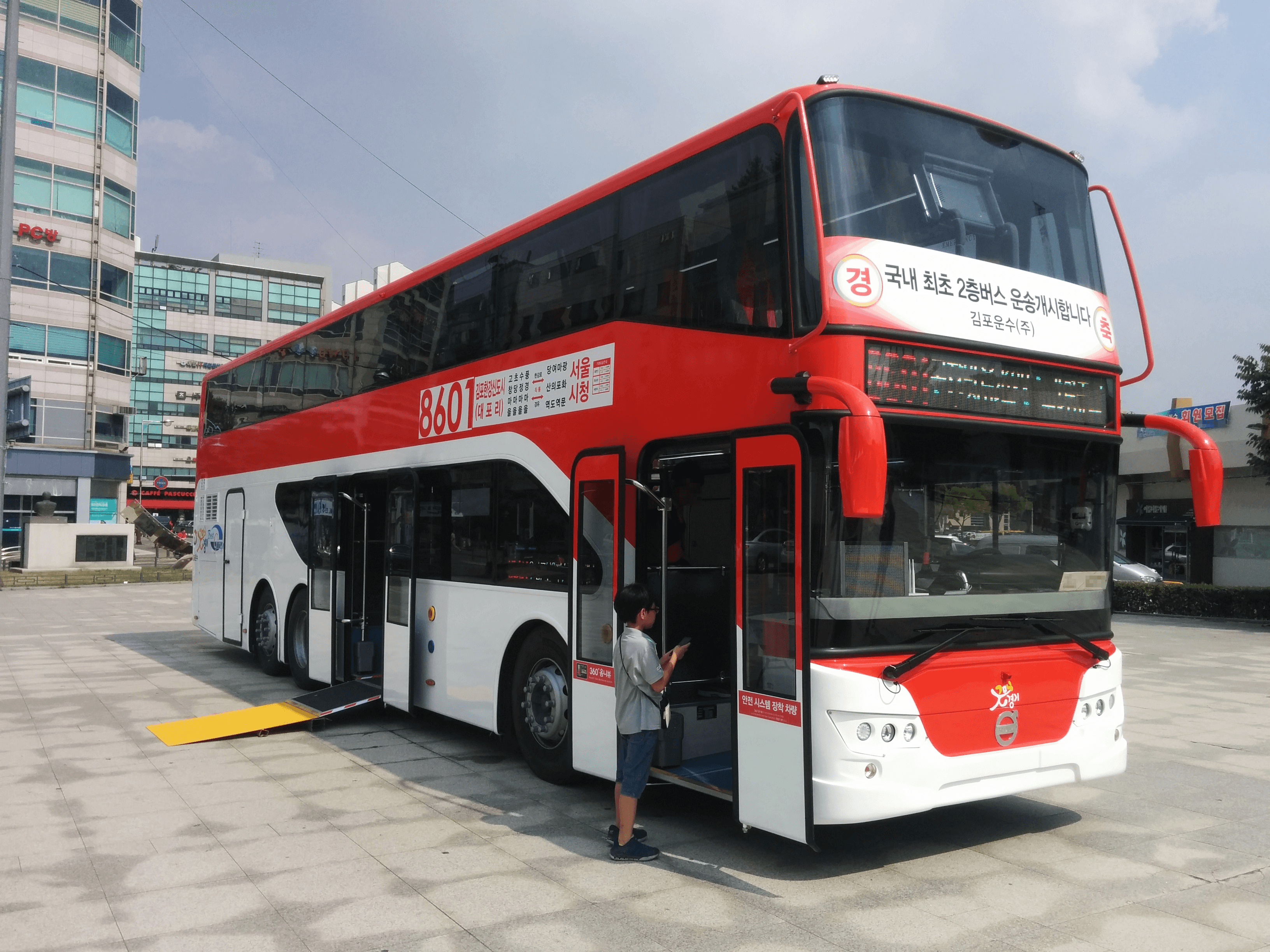
京畿道広域直行バスに本格導入された2階建てバス（ボルボB8RLE）
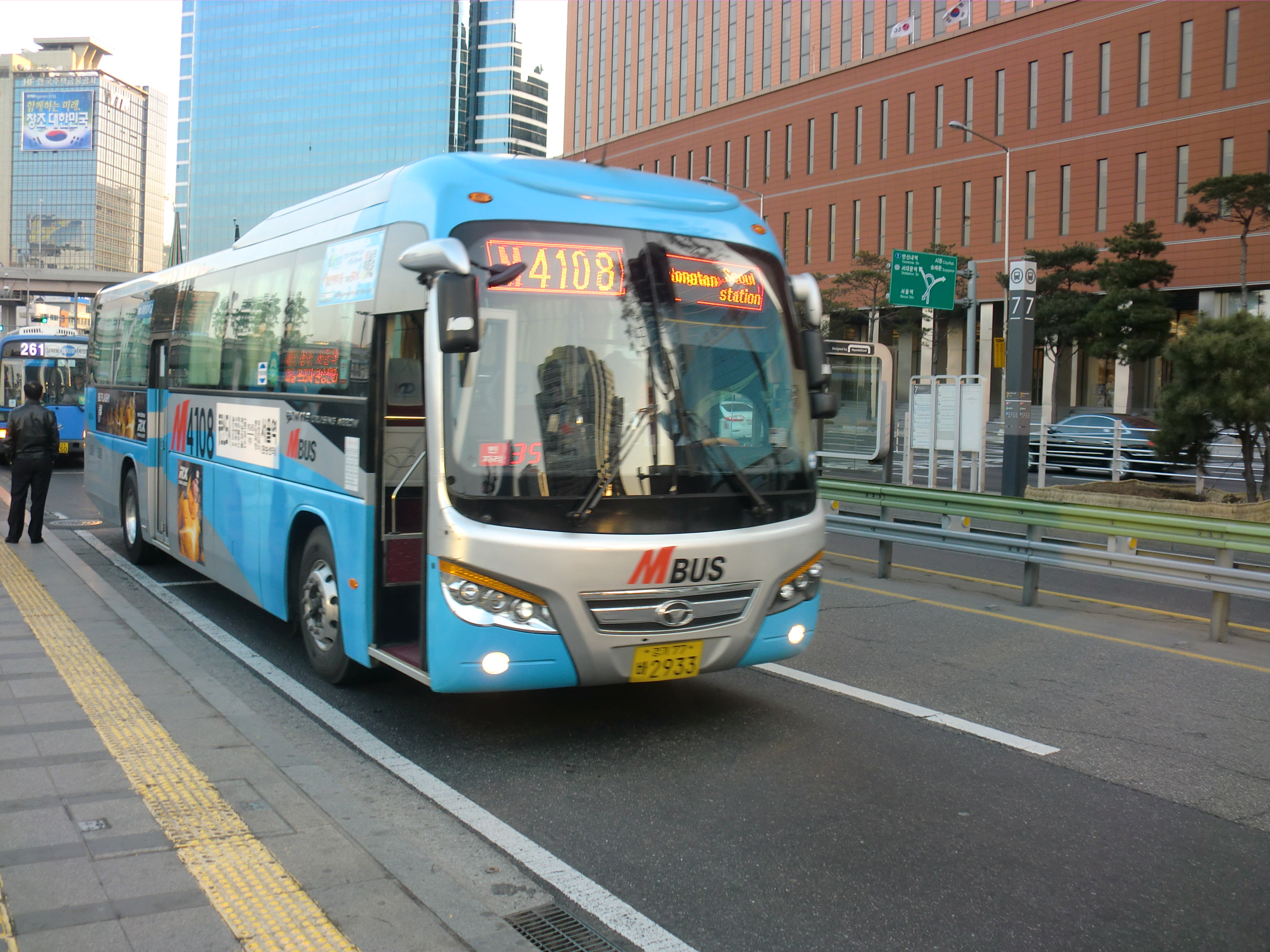
広域直行バスの速達系統「Mバス」（大宇FX116）

#### 光州広域市とその周辺地域のバス運行システム
光州広域市とその周辺では、市内バスは2006年12月21日に大々的な運行システムの改編が行われた。主な改編内容は以下の通りである。
- バス運行において以前は厳しい歩合制の元にあったバスの運転士の最低賃金を保証するため市財政による補助を行う（「準公営制」と呼ばれる）。
- それまで一般バスと座席バスに分かれていた市内バスの内、一般バスに比べ運賃の高かった座席バスの制度を廃止した。
- ソウル特別市同様、路線を3種類に分類・改編しそれぞれの固有色を定めた。また、路線番号も全て改編した。
- 基本料金を引き上げた（850ウォン→900ウォン。なお、5年前は600ウォンであったがその後段階的に引き上げられた）。
- 乗車してから1時間以内であれば回数に関わり無く乗り換えの際に新たに料金を請求されないことになった。
- 地下鉄1号線と共通の運賃制度を導入した。地下鉄からバスへの乗り換えは30分以内ならバス乗車時の別途料金を請求されない。
- 交通カードが導入され、光州広域市と周辺の全羅南道各地域で共通に使用できるようになった。

ただし、既存の路線・運行体系に比べあまりに大幅・全般的な変更だったのと事前の広報不足や利便性の減少（乗り換え回数の増加など）による影響等についての事前調査の不足などから市民から多くの批判が寄せられた。この結果、2007年2月に再度一部を変更し一部路線の増便や廃止された路線の一部復活などを行った。
バスの種類は以下の通りである。
急行幹線バス
固有色は赤。
幹線バス
固有色は黄色。
支線バス
固有色は緑。

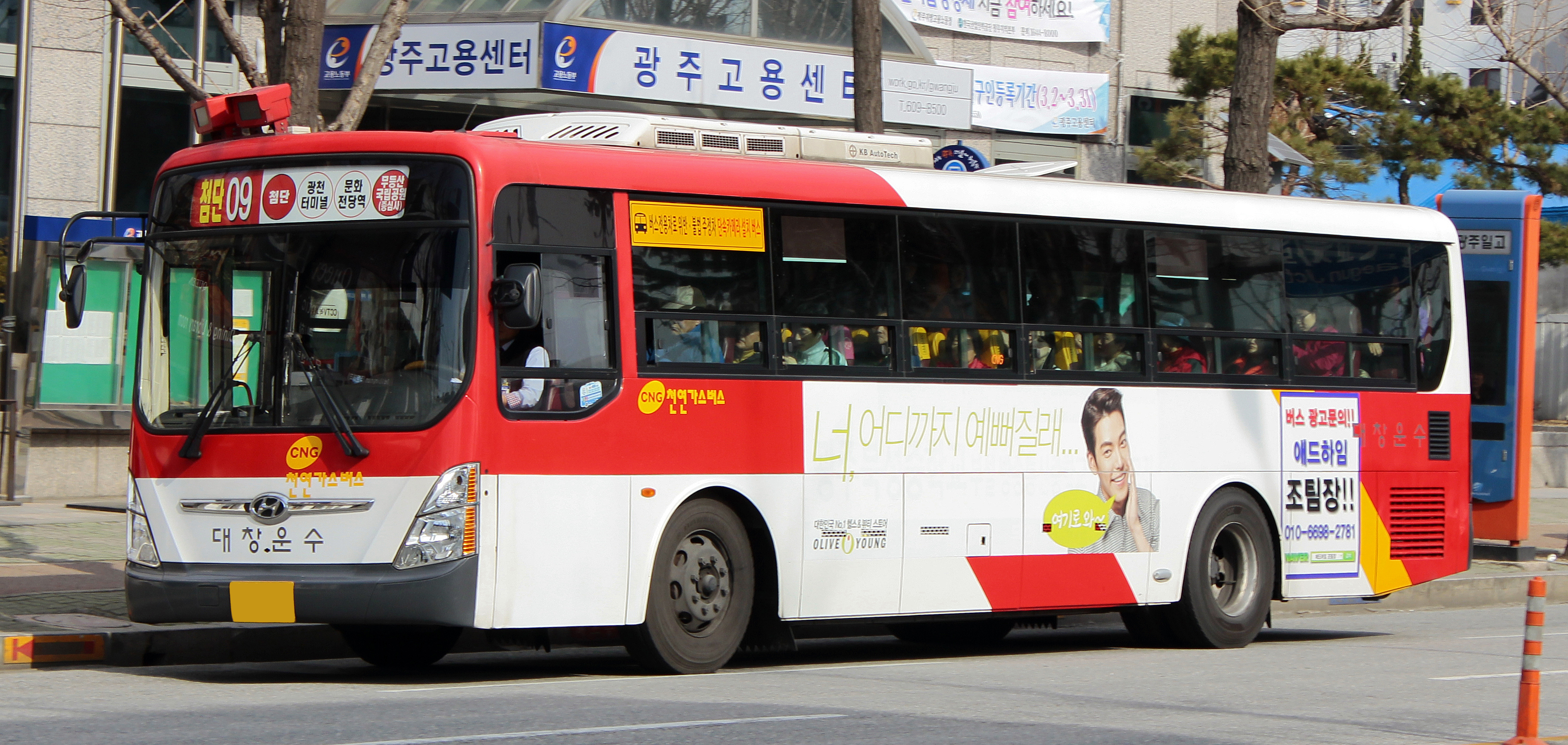
光州広域市のバス（現代ニュースーパーエアロシティ）
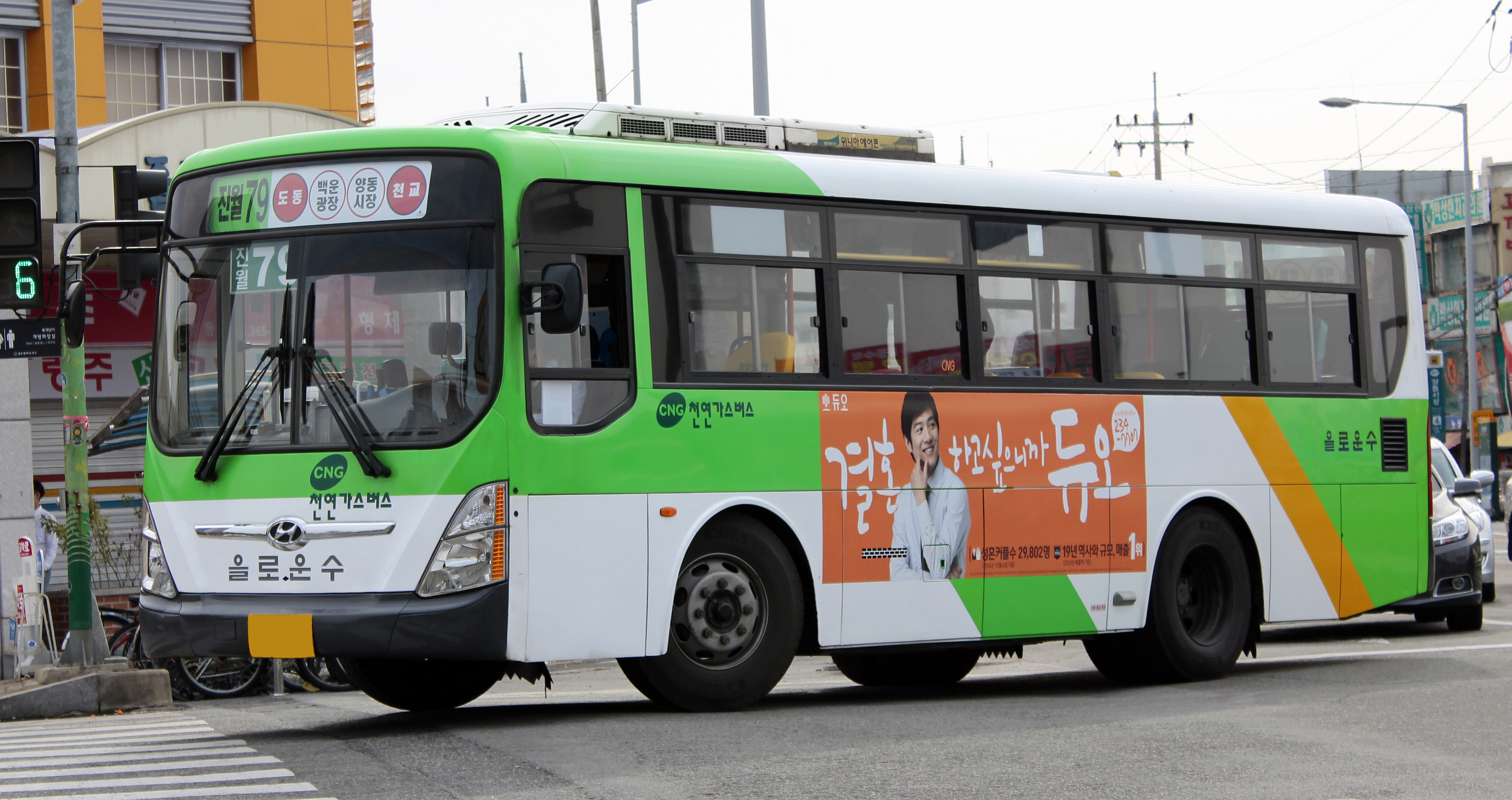
光州広域市のバス（現代グリーンシティ）
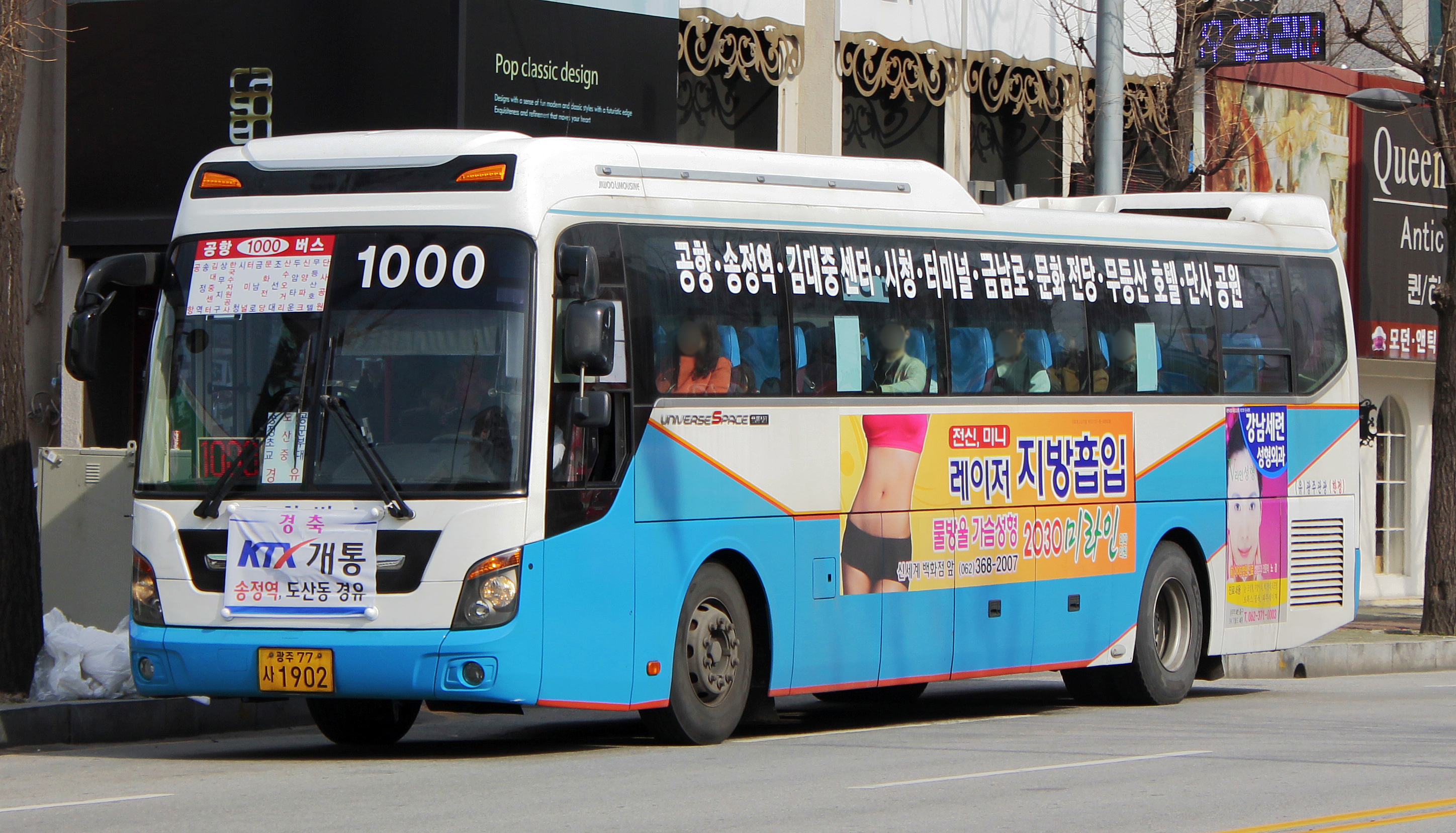
光州広域市のバス（現代ユニバース）

#### 運賃の支払い・精算の方式
- 事前に乗車券購入が必要な高速バスを除き、現金、もしくは下記の交通カードで支払う。海外のバスでは珍しく釣銭が用意されている（ただし、日本のように運賃箱に釣銭払い出し機能はなく、別途釣銭を出す機械が用意されている）
- ソウル特別市と仁川広域市及び京畿道地域の市内バスでは「Tマネー」と呼ばれる交通カードが導入されている。
- 釜山広域市の市内バスではEZLカード（イズルカード）[注 7]という交通カードが多用されている。
- その他、大邱広域市・光州広域市を始め各地でプリペイド式の交通カードが導入されており、広域的に規格が統一されている地域もある。また、地下鉄のある広域市・地域では全ての地下鉄で市内バスと同じカードが使用でき、現金支払いの場合より運賃が低く設定されているほか、市内バスとの乗り換えの際には通し運賃や割引運賃が適用されるなど、カード非利用者に比べアドバンテージが大きい。
- 近年では、国土交通部の主導により、各地域の交通カードの共通化が推進されており、他地域でも相互利用できるようになっている。

#### 運営・経営形態
- 経営主体は、基本的に全て民間企業である。事業体の規模は、一社当たりの保有車両数60~100台前後の場合が多く、比較的小規模の事業体が多い。同一都市・地域内に多数の事業体が群立しているが、多くの場合各都市・地域ごとにバス運送事業組合が組織され、一元的な運営が行われている[6]。
- ソウル特別市では、市の主導によりバス路線網の再編・整備が進められた他、市の補助金を受けるコンソーシアム（複数のバス事業者により結成）形態での幹線バス運行の拡大、運行拠点について市が公営車庫を設置し、事業者の車庫を移転・集約する事業が進められる等、バス運行の準公営体制化が推進されている[4]。

#### バスターミナル
- 高速バス・市外バスのターミナルについては、バス運行台数が極めて多いことから、都心部から離れた地域に大規模なターミナルを設置し、都心部等へは地下鉄で連絡する形態を採る例が多い[7]（ソウル高速バスターミナル・釜山総合高速バスターミナル等）。このためターミナルは地下鉄駅と直結する構造で建設され、利用者の利便性に配慮されているのが普通である。

## 車両
基本的な構造は日本や他の国の一般的なバスと同じだが、韓国は車両は右側通行であるため、バスの出入り口も車体の右側に設けられる。
ノンステップバス（韓: 저상버스）については、近年導入が進められ特にソウル都心部ではヒュンダイ製のCNGノンステップバスが主流になりつつある一方で、2019年現在においても、未だに従来型のツーステップバスが新車で製造を続けておりソウル都心部を除く地域では未だにツーステップバスが主流である。
車種ではヒュンダイニュースーパーエアロシティが7割ほどのシェアを占めており、大宇なども存在する。
また、ソウル都心部の1711系統、釜山の107系統や83系統や41系統などにヒュンダイ・エレクシティ電気バスが導入されており、今のところ釜山のほうが台数が多い。
ヒュンダイエアロシティはソウル都心部では401系統にCNGノンステップバスが僅かに残るのみとなり見かけることは少ない。 釜山ではエアロシティはほぼ全車引退しミャンマーのヤンゴンやベトナムなどに輸出されている。
なお、日本のバスのように車体後方に通常使われない非常ドアが備わっている車両は韓国では一般的ではない。
都市部では、環境対策として、新車導入の際原則としてCNGバスなどの低公害車とすることが義務付けられている地域も多い。市内バスのみならず運行区間の比較的長い広域バスでもCNGバスが導入されている。
各車両には既に系統番号と路線図のステッカーが車外と車内に貼り付けされており、特定の系統以外の路線には充当されない仕様であることが韓国国内全土での原則となっている。

### 車両メーカー
- 現代自動車
- 大宇バス
- 起亜自動車